# شفق قطبي

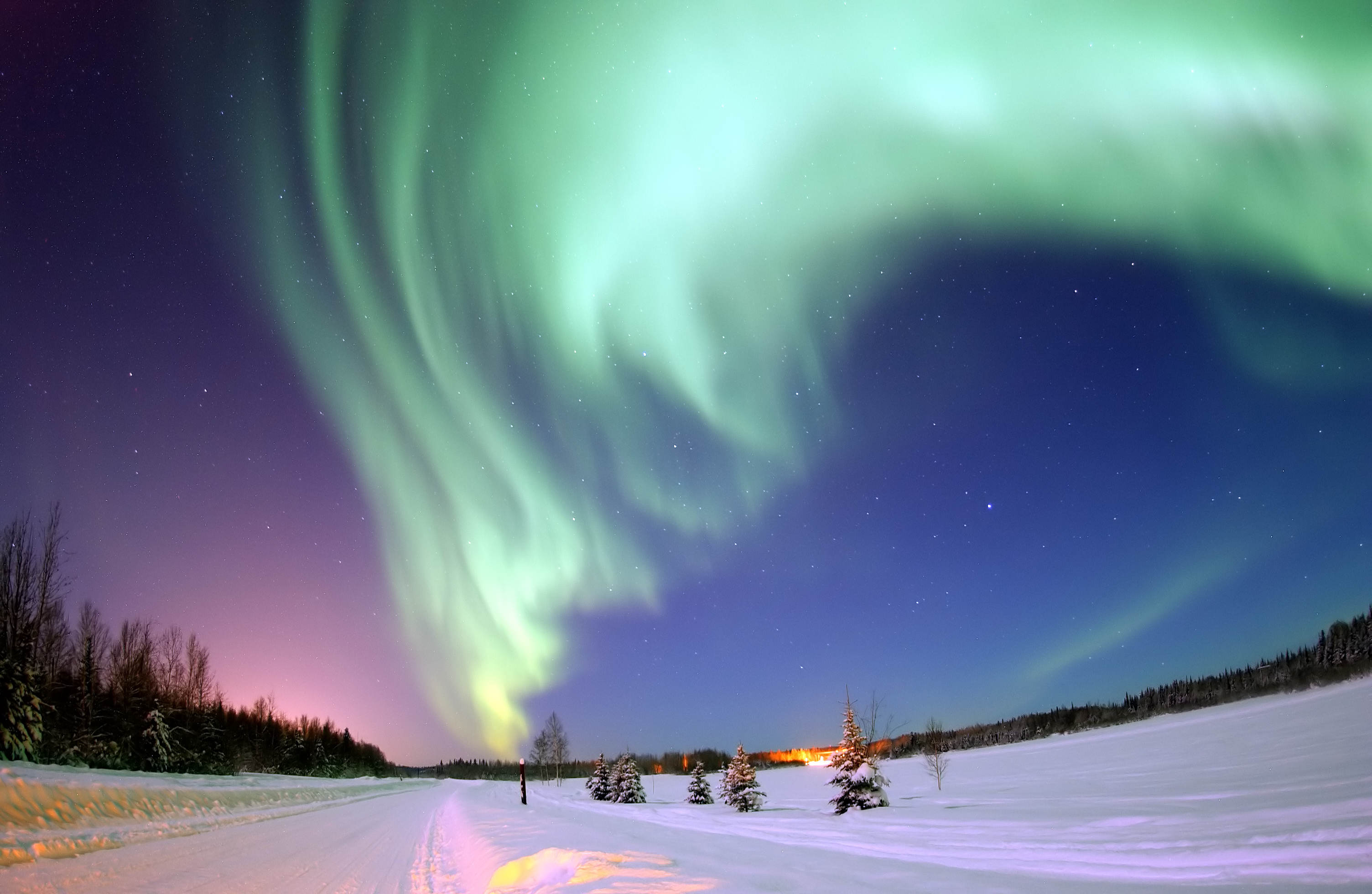
الأضواء القطبية فوق ألاسكا بفعل المجال المغناطيسي للأرض.

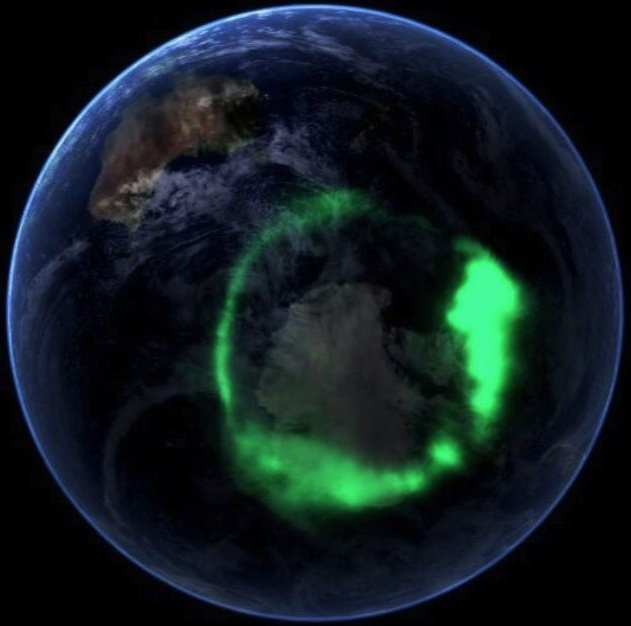
صورة التقطتها أحد أقمار ناسا للشفق القطبي في 11 أيلول 2005

الشفق القطبي أو الوهج القطبي أو الأضواء القطبية أو الفَلَق (باللاتينية: Aurora) هو مزيج من الألوان التي تتشكل على القطبين الشمالي والجنوبي للكرة الأرضية ويعرف أيضاً بالأسماء الفجر القطبي أو الأضواء القطبية وهو من الظواهر الجميلة.

## حدوث الشفق الأرضي

دخول جسيمات من الريح الشمسية جو الأرض من القطب الشمالي والقطب الجنوبي.

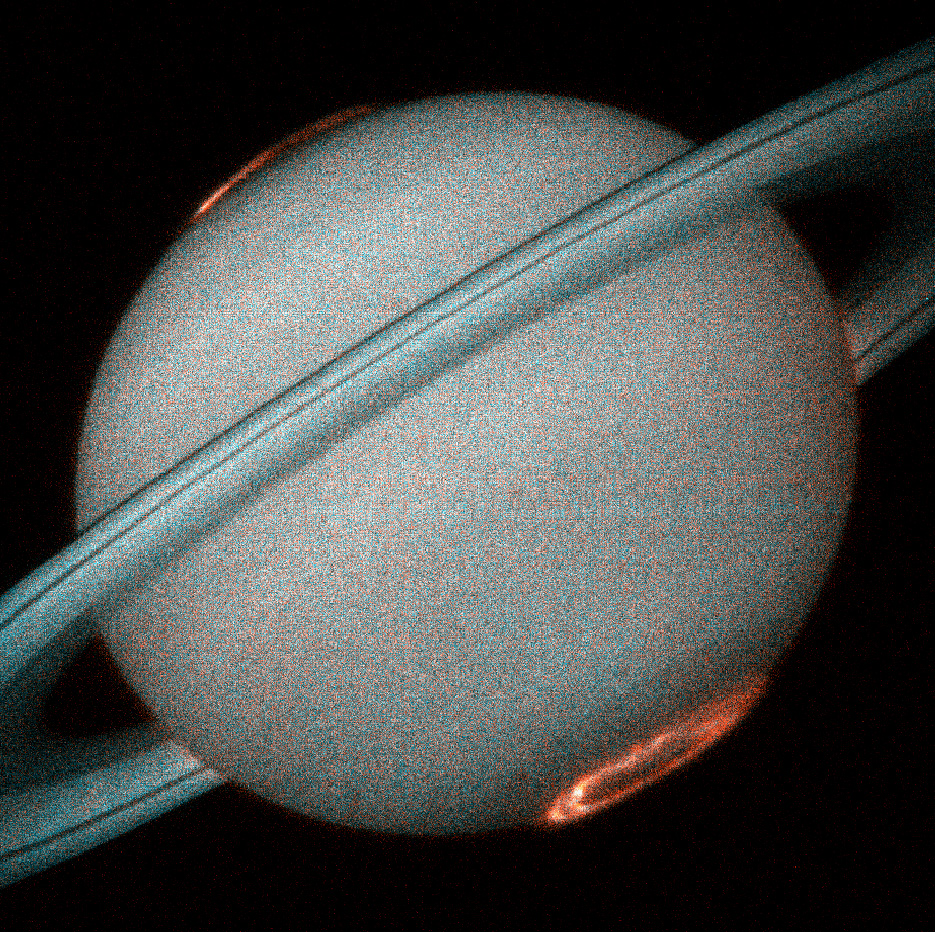
شفق قطبي على كوكب زحل.

تحدث معظم ظواهر الشفق في المنطقة المعروفة باسم منطقة الشفق القطبي، المحدّدة بدائرتي العرض 3° و 6° وخطي الطول 10° و20 ° من الأقطاب المغناطيسية الأرضية في جميع الأوقات المحلية (أو خطوط الطول)، وتظهر بوضوح ليلاً في الظلام. والمنطقة التي تظهر على الشفق في أي وقت من الأوقات كما هو معروف البيضاوي الشفقي، وهو شريط ضوئي يظهر في الجانب المظلم من الأرض. تعمل إحصاءات مشاهدة الشفق القطبي كدليل مبكر على حدوث عاصفة مغناطيسية أرضية بشكل بيضوي شمالا وجنوبا. الياس وميس (1860) وبعده هيرمان فريتز (1881وS. Tromholt (1882) قد أثبتوا أن الشفق يظهر أساسا في «منطقة الشفق القطبي»، وهي منطقة على شكل حلقة نصف قطرها ما يقرب من 2500 كم حول القطب المغناطيسي للأرض. وهو حوالي 2000 كلم من القطب المغناطيسي. ثم بدأت يوماً بعد يوم بالانتشار على شبكة الإنترنت.
وقد سميت هذه الظاهرة باسم «اورورا» كاسم أحد الآلهة في الثقافة اليونانية، أما عن غاليليو في 1619 فقد اسماها الريح الشمالية «بوراليس». كما يظهر تطابق في سمات الضوء من الناحية الجنوبية إلى الشفق في الناحية الشمالية، كما أن التغيرات في كلا القطبين متزامنان. تظهر هذه الأضواء باللونين الأخضر الخافت والأحمر يظهر الشفق القطبي في المناطق ذات خطوط العرض الأقرب للقطبين، ومن المناطق التي يمكن رؤية الظاهرة فيها بوضوح جنوبا هي: تشيلي والأرجنتين وأستراليا. كما يحدث الشفق في كواكب أخرى، غير الأرض وتكون مرتبطة أيضاً بالأقطاب المغناطيسية لتلك الكواكب "تكون على شكل بقع منتشرة وبعض الأقواس المرئية.

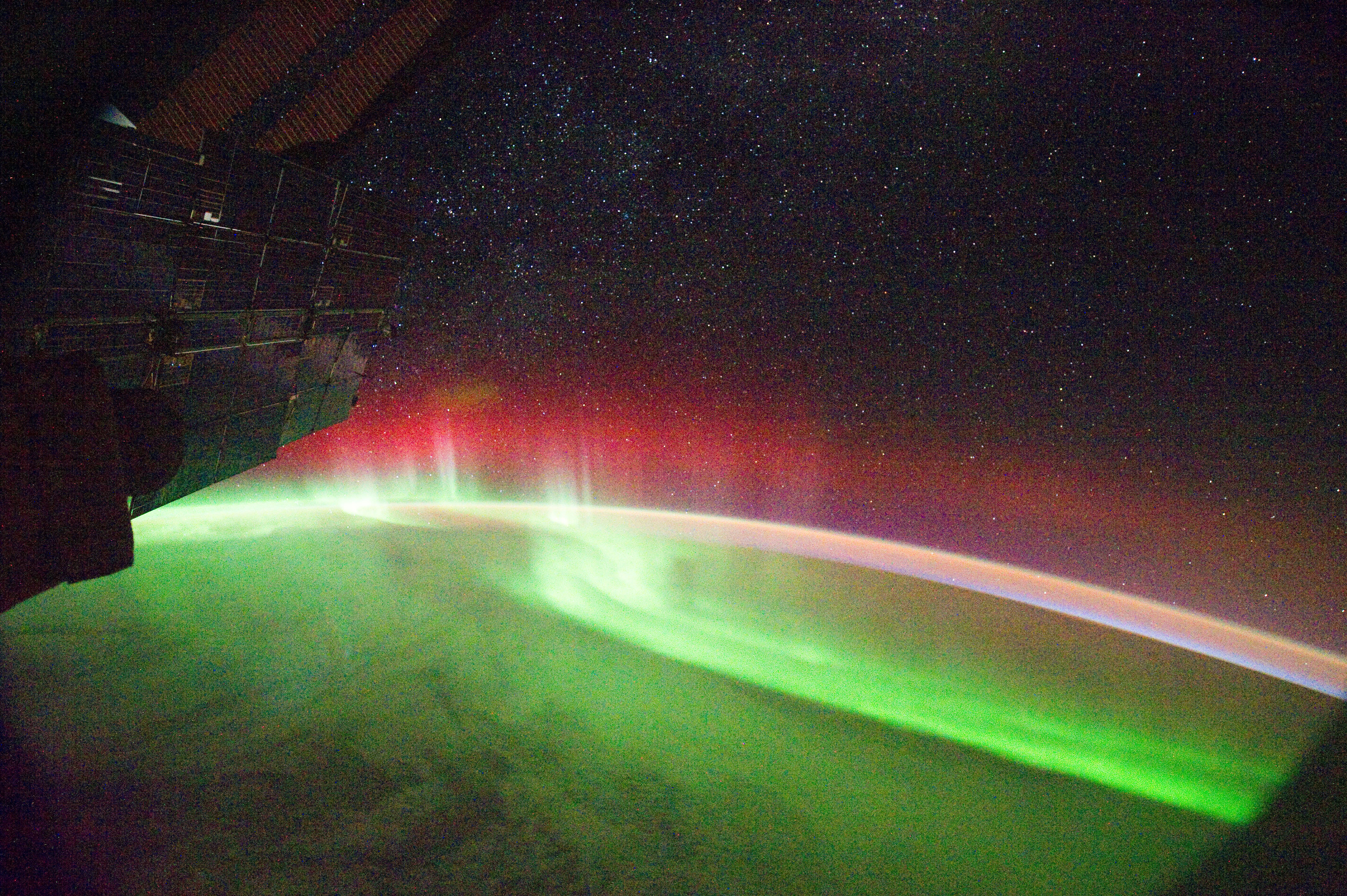
Polarlicht aus dem All aufgenommen

ومن الممكن أن تشهد بعض المناطق غير القطبية آثار هذه الظاهرة، بسبب العاصفة الأرضية المغناطيسية، التي تعمل على توسيع نطاق هذه الظاهرة إلى ما يقارب 2000 كم، ويكون الانتشار الفوري والعشوائي منحرفا بمقدار درجتين أو ثلاث عن القطب المغناطيسي. يمكن رؤية الظاهرة بأفضل ما يكون في فترة تسمى «منتصف الليلة المغناطيسية» يمكن رؤيتها مباشرة بالنظر إلى الأعلى، تتزامن هذه الظاهرة أيضاً مع حدوث البقع الشمسية ويمكن مراقبتها من زاوية وتعرف هذه الزاوية باسم «زاوية الملعب».

## صور

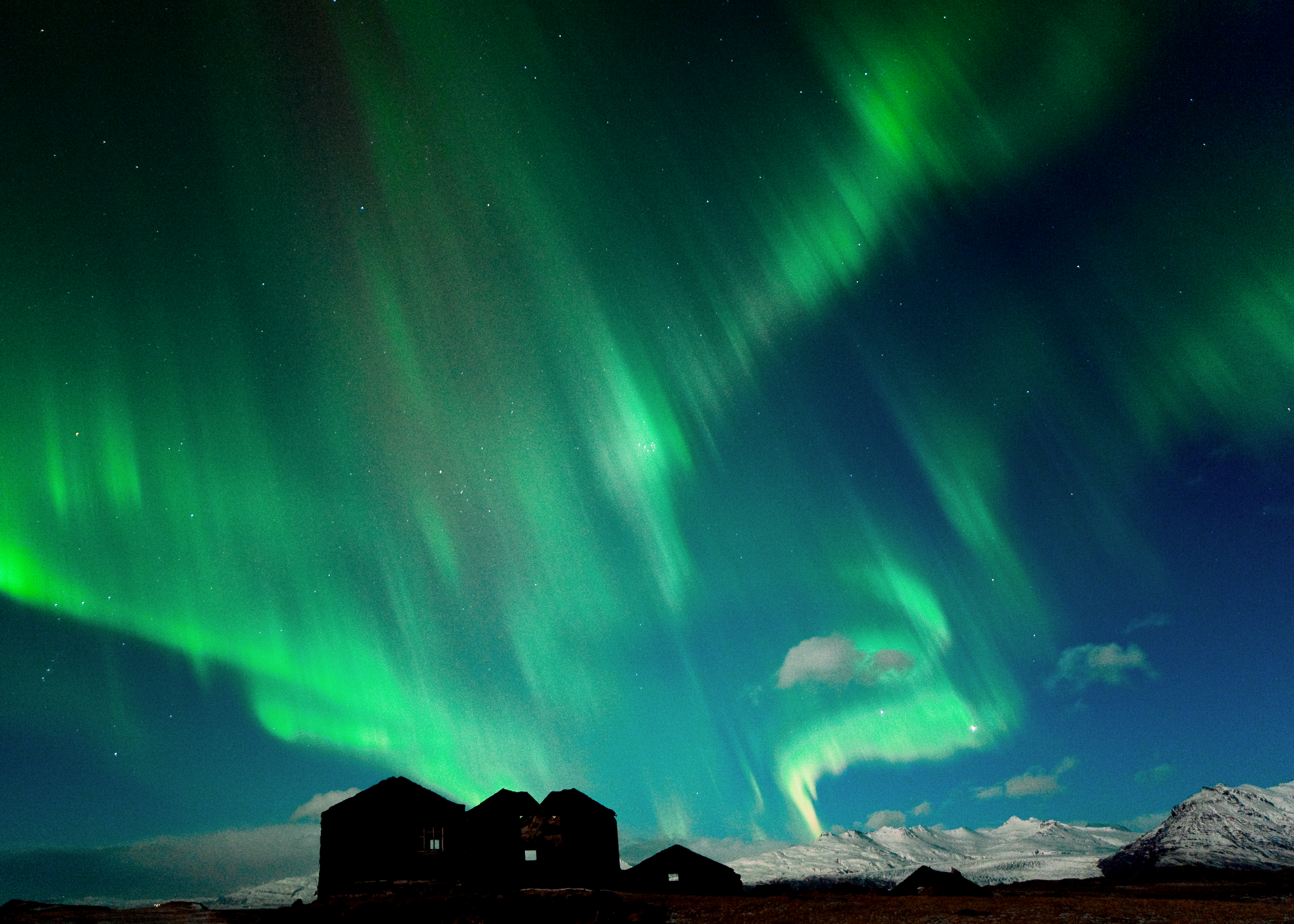
Polarlicht auf Island

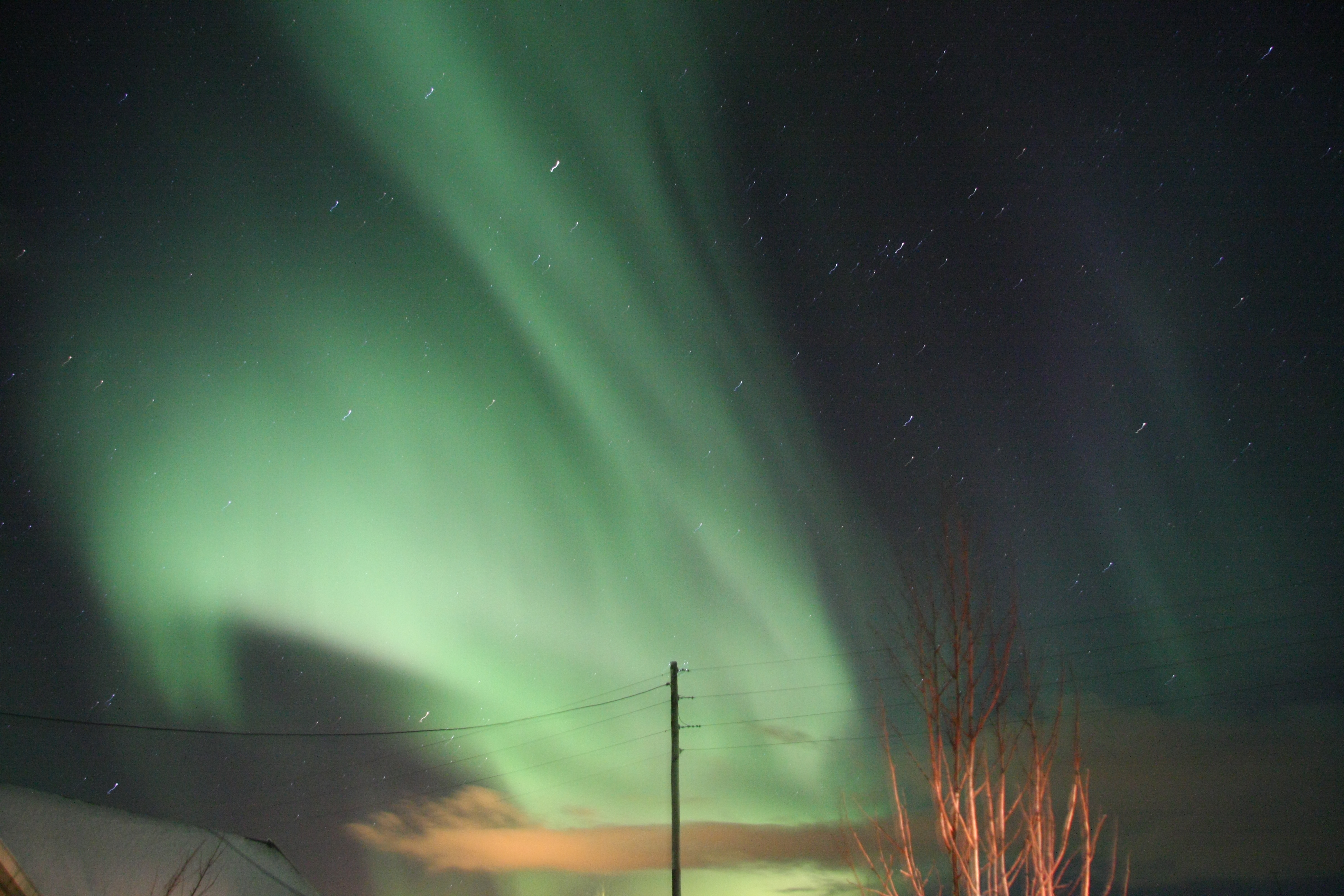
Polarlicht bei فادسو, شمال النرويج

تم الكشف عن الارتفاعات التي تحدث انبعاثات الشفق القطبي من قبل كارل ستورمر وزملاؤه الذين استخدموا الكاميرات لتثليث أكثر من 12,000 شفق. واكتشف العلماء أن يتم إنتاج أكثر من النور ما بين 90 و 150 كيلومترا فوق سطح الأرض، في حين تمتد في بعض الأحيان لأكثر من 1000 كم. صور الشفق بصورة ملحوظة أكثر شيوعا اليوم مما كانت عليه في الماضي بسبب الزيادة في استخدام الكاميرات الرقمية التي لديها حساسيات عالية بما فيه الكفاية. فيلم والتعرض الرقمي ليعرض الشفق القطبي محفوف بالصعوبات، ولا سيما إذا الإخلاص الإنجاب هو هدف. يرجع ذلك إلى مختلف ألوان الطيف الحاضر، والتغيرات الزمنية التي تحدث خلال التعرض، والنتائج لا يمكن التنبؤ بها إلى حد ما. طبقات مختلفة من الفيلم مستحلب تستجيب بشكل مختلف لخفض مستويات الضوء، واختيار الفيلم يمكن أن تكون مهمة جدا. التعرض أطول ركب بسرعة تتغير ملامح، وغالبا ما بطانية السمة الديناميكية للعرض. حساسية أعلى يخلق القضايا مع التحبب.
أضواء على شمال كالجاري يظهر الشفق القطبي في كثير من الأحيان إما توهج منتشر أو «الستائر» التي تمتد تقريبا في اتجاه الشرق والغرب. في بعض الأحيان، فإنها تشكل «أقواس هادئة». في أحيان أخرى («الشفق النشط»)، فإنها تتطور وتتغير باستمرار. ويتكون كل ستارة العديد من أشعة متوازية، واصطف كل ما يصل مع الاتجاه المحلي من الحقل المغناطيسي للأرض، بما يتفق مع الشفق التي شكلت المجال المغناطيسي للأرض. وتؤكد قياسات الجسيمات في الوضع الطبيعي أن تسترشد الإلكترونات الشفق القطبي بواسطة الحقل المغنطيسي الأرضي، ودوامة من حولهم في الوقت الذي يتجه نحو الأرض. وغالبا ما تعزيز تشابه شاشة عرض الشفقي إلى الستائر التي كتبها طيات داخل أقواس.
ديفيد مالين رائدة التعرض متعددة باستخدام مرشحات متعددة للتصوير الفلكي، إعادة توحيد الصور في المختبر لإعادة العرض البصري بشكل أكثر دقة. للبحث العلمي، وغالبا ما تستخدم وكلاء، مثل الأشعة فوق البنفسجية، وتصحيح الألوان لمحاكاة ظهور للبشر. وتستخدم تقنيات التنبؤية أيضا، لبيان مدى الشاشة، أداة مفيدة للغاية للصيادين الشفق. الأرضية ميزات غالبا ما تجد طريقها إلى الصور أورورا، مما يجعلها أكثر سهولة وأكثر عرضة للنشرتها المواقع الرئيسية. فمن الممكن لالتقاط صور ممتازة مع فيلم القياسي (ISO باستخدام التصنيفات بين 100 و 400) والكاميرا العاكسة أحادية العدسة مع فتحة كاملة، عدسة سريعة (F1.4 50 ملم، على سبيل المثال)، والتعرض بين 10 و 30 ثانية، اعتمادا على سطوع الشفق.
وقد تم العمل في وقت مبكر على التصوير من الشفق في عام 1949 من قبل جامعة ساسكاتشوان باستخدام الرادار SCR-270.
الأشكال البصرية والألوان
الشفق تأخذ العديد من الأشكال البصرية المختلفة. الأكثر تميزا وتألقا هي أقواس الشفق القطبي مثل الستارة. أنها في نهاية المطاف تفتيت أو «تفكك» في منفصلة، وسريع التغير، وغالبا ما بالأشعة الميزات التي قد تملأ السماء كلها. هذه هي الشفق «المنفصلة» التي هي في بعض الأحيان مشرقة بما فيه الكفاية لقراءة الصحف التي كتبها ليلا. الشفق «نشر»، من ناحية أخرى، هو توهج ملامح ونسبيا في بعض الأحيان على مقربة من حدود الرؤية. ويمكن تمييزها عن السحب مقمرة من حقيقة أن النجوم يمكن رؤية غير المنقوص من خلال توهج. منتشر في كثير من الأحيان تتألف من بقع الشفق الذي يسلك نبضات العادية أو شبه العادية السطوع. فترة نبض يمكن أن يكون العديد من عادة ثواني، لذلك ليست دائما واضحة. أحيانا هناك، والثانية الفرعية السريعة، الخفقان. وعرض الشفقي نموذجي يتكون من هذه الأشكال التي تظهر في النظام المذكور أعلاه طوال الليل.
- الأحمر: في أعلى الارتفاعات، وتنبعث الأكسجين الذري متحمس في 630.0 نانومتر (الأحمر)؛ تركيز منخفض من الذرات وحساسية أقل من العيون في هذا الطول الموجي جعل هذا اللون مرئية إلا في ظل النشاط الشمسي أكثر كثافة. على كمية قليلة من ذرات الأكسجين وتركيزهم تناقص تدريجيا هو المسؤول عن ظهور خافت من الأجزاء العليا من «الستائر».
- الأخضر: في ارتفاعات أقل من الاصطدامات أكثر تواترا قمع هذا الوضع وانبعاث 557.7 نانومتر (الأخضر) يهيمن. إلى حد ما نسبة عالية من الأكسجين الذري وارتفاع حساسية العين باللون الأخضر يجعل الشفق الخضراء الأكثر شيوعا. النيتروجين الجزيئي متحمس (النيتروجين الذري يجري نادرة بسبب ارتفاع الاستقرار للجزيء N2) يلعب دوره هنا كذلك، لأنه يمكن نقل الطاقة عن طريق الاصطدام إلى ذرة الأوكسجين، والذي ثم يشع بعيدا في الطول الموجي الأخضر. (الأحمر والأخضر ويمكن أيضا مزج معا لإنتاج الأشكال الوردي أو الأصفر.) الانخفاض السريع في تركيز الأكسجين الذري أدناه حوالي 100 كم هي المسؤولة عن نهاية مفاجئة المظهر من الحواف السفلية من الستائر.
- الأصفر: والوردي هي مزيج من الأحمر والأخضر أو الأزرق.
- الأزرق: في ارتفاعات بعد أقل الأكسجين الذري هو، من غير المألوف، والنيتروجين الجزيئي المتأينة يأخذ أكثر في إنتاج الانبعاثات الضوء المرئي. كان يشع في عدد كبير من الأطوال الموجية في كل أجزاء الأحمر والأزرق من الطيف، مع 428 نانومتر (الأزرق) كونها المهيمنة. انبعاثات الأزرق والبنفسجي، وعادة عند الحواف السفلية من «الستائر»، تظهر على أعلى مستويات من النشاط الشمسي.

## أسباب الشفق

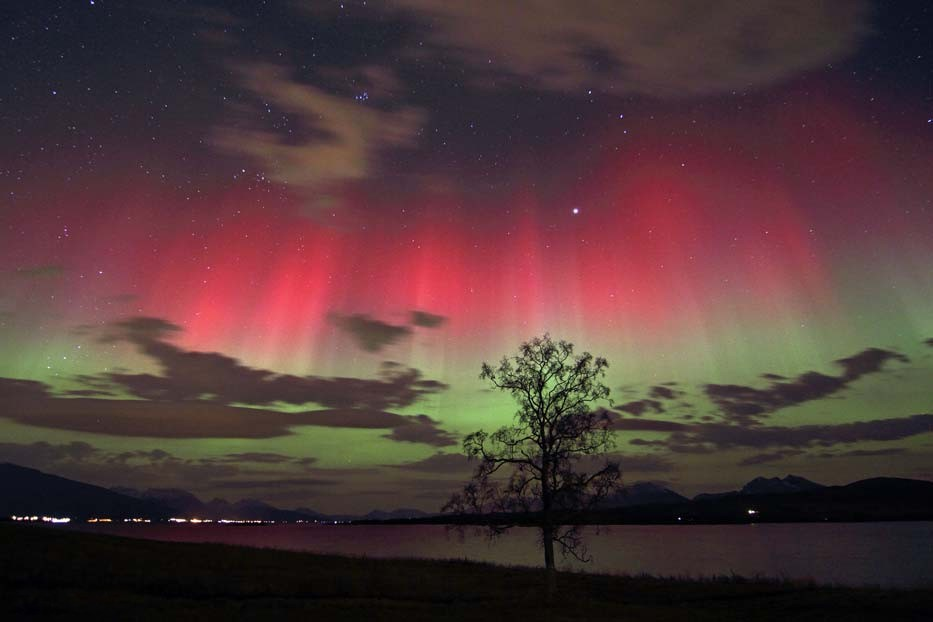
Höhenabstufung rot/grün (bei Tromsø)

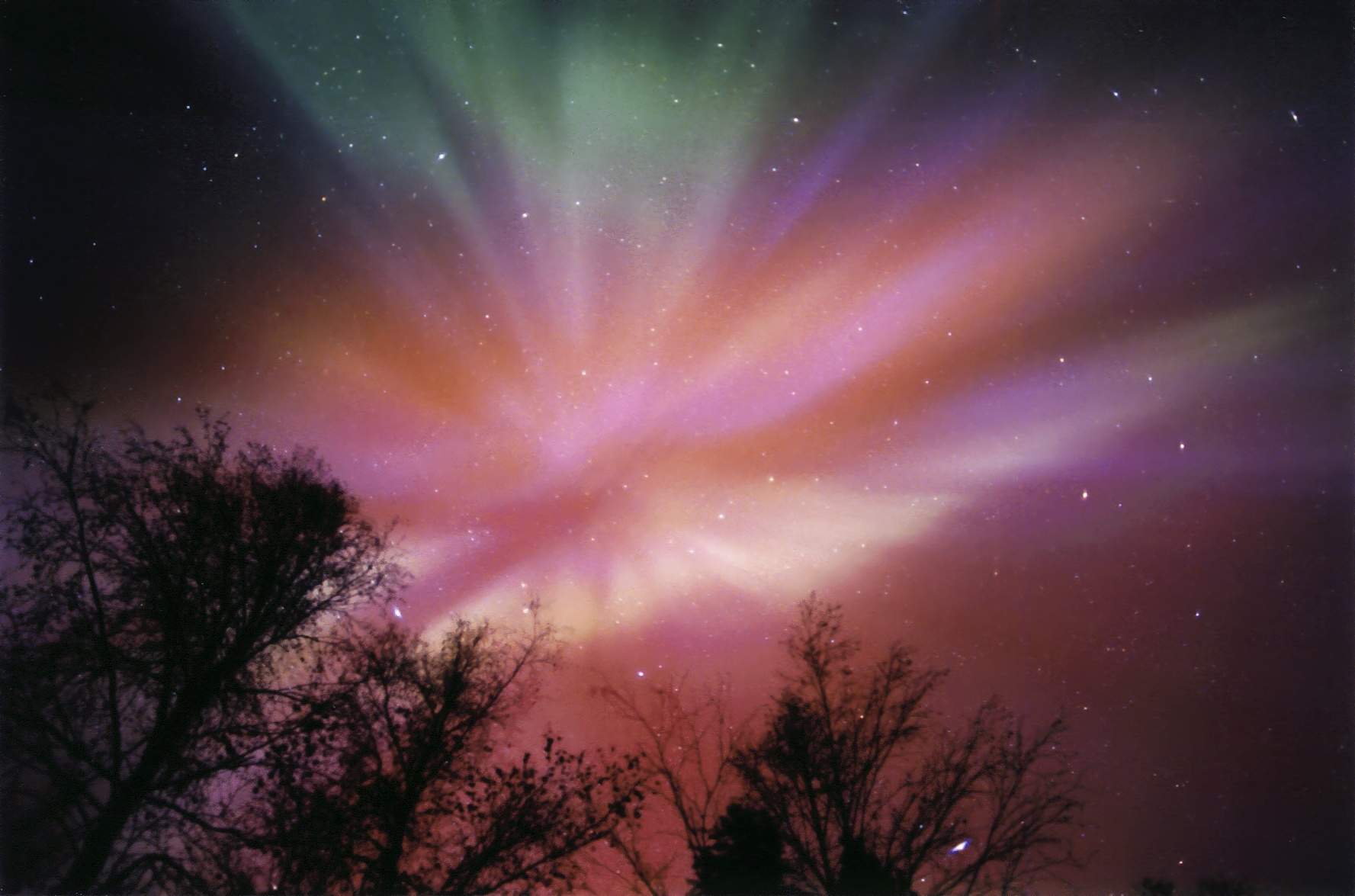
Mehrfarbiges Polarlicht

إن الفهم الكامل للعمليات الفيزيائية التي تؤدي إلى أنواع مختلفة من الشفق لا يزال غير مكتمل، ولكن السبب الأساسي ينطوي على تفاعل الرياح الشمسية مع المجال المغنطيسي للأرض. كثافة متفاوتة من الرياح الشمسية تنتج آثار بأحجام مختلفة، ولكن تشمل واحدة أو أكثر من السيناريوهات المادية التالية.
والرياح الشمسية هادئة تتدفق الماضي المغنطيسي للأرض يتفاعل بشكل مطرد معها، ويمكن لكل من حقن جزيئات الرياح الشمسية مباشرة على خطوط المجال المغنطيسي الأرضي التي هي 'فتح'، في مقابل يجري «مغلقة» في نصف الكرة الآخر، وتوفير نشرها من خلال القوس صدمة. كما يمكن أن يسبب الجسيمات المحاصرين بالفعل في أحزمة الإشعاع لترسيب في الغلاف الجوي. مرة واحدة تضيع الجسيمات إلى الغلاف الجوي من أحزمة الإشعاع، في ظل ظروف هادئة جديدة تحل محلها إلا ببطء، وفقدان مخروط يصبح المنضب. في الكهرومغناطيسي، ومع ذلك، يبدو أن مسارات الجسيمات باستمرار لخلط، وربما عند عبور الجزيئات الضعيف جدا الحقل المغناطيسي بالقرب من خط الاستواء. ونتيجة لذلك، تدفق الإلكترونات في تلك المنطقة هو تقريبا نفس في كل الاتجاهات («الخواص»)، ويؤكد وجود إمدادات ثابتة من الإلكترونات تسرب. تسرب الإلكترونات لا يترك ذيل موجبة الشحنة، وذلك لأن كل إلكترون تسربت خسر ليتم استبدال الغلاف الجوي عن طريق الإلكترون الطاقة منخفضة رسمها أعلى من الأيونوسفير. هذا الاستبدال من الإلكترونات «الساخنة» التي منها «الباردة» هو في اتفاق تام مع القانون 2 للديناميكا الحرارية. عملية كاملة. الذي يولد أيضا حلقة التيار الكهربائي في جميع أنحاء الأرض، غير مؤكد.
اضطراب المغناطيسي الأرضي من الرياح الشمسية تعزيز يسبب تشوهات الكهرومغناطيسي ("العواصف المغناطيسية الجزئية"). تميل هذه 'العواصف الثانوية "تحدث بعد فترات طويلة (ساعة) خلالها المجال المغناطيسي بين الكواكب تمت زيارتها عنصرا جنوبا ملموس. وهذا يؤدي إلى ارتفاع معدل الربط بين خطوط المجال وتلك الأرض. ونتيجة لذلك يتحرك الرياح الشمسية الفيض المغناطيسي (أنابيب خطوط المجال المغناطيسي، "مؤمن" جنبا إلى جنب مع البلازما الخاصة بهم مقيم) من الجانب يوم الأرض إلى الكهرومغناطيسي، وتوسيع عقبة الذي يفرضه على تدفق الرياح الشمسية وتشنجا الذيل على من جانب الليل. في نهاية المطاف بعض البلازما ذيل يمكن فصل ("إعادة الربط المغنطيسي")؛ وتقلص بعض النقط ("plasmoids") المصب ويتم إدراجها بعيدا مع الرياح الشمسية. وتقلص الآخرين نحو الأرض حيث يغذي حركتهم نوبات قوية من الشفق، ولا سيما حول منتصف الليل ("عملية تفريغ"). عاصفة المغنطيسية الأرضية الناتجة عن مزيد من التفاعل وتضيف العديد من الجسيمات إلى البلازما المحاصرين في جميع أنحاء الأرض، وأيضا إنتاج تعزيز "حلقة الحالية". أحيانا التعديل الناتج عن المجال المغناطيسي للأرض يمكن أن تكون قوية بحيث تنتج الشفق واضحة في خطوط العرض الوسطى، على خطوط المجال أقرب إلى خط الاستواء من تلك التي للمنطقة الشفق القطبي.
تسريع الجسيمات المشحونة الشفق القطبي يرافق دائما اضطراب الغلاف المغناطيسي للأرض التي تسبب الشفق. هذه الآلية، التي يعتقد أن تنشأ في الغالب من التفاعلات موجة الجسيمات، ويرفع سرعة الجسيمات في اتجاه المجال المغناطيسي التوجيهية. وبالتالي انخفض زاوية الملعب، ويزيد من فرصة أن يكون عجلت في الغلاف الجوي. كل من الموجات الكهرومغناطيسية والكهرباء، أنتجت في وقت أكبر اضطرابات المغناطيسي الأرضي، وجعل مساهمة كبيرة في تنشيط العمليات التي تمكن الشفق أن تستمر. يوفر تسارع الجسيمات عملية وسيطة معقدة لنقل الطاقة من الرياح الشمسية بشكل غير مباشر في الغلاف الجوي.
جسيمات الشفق القطبي
تم اكتشاف السبب المباشر للالتأين والإثارة من مكونات الغلاف الجوي مما يؤدي إلى انبعاثات الشفق القطبي في عام 1960، مع رحلة الصاروخ رائدة مصنوعة من فورت تشرشل في كندا، ليكون تدفق الإلكترونات التي تدخل الغلاف الجوي من أعلاه. ومنذ ذلك الحين ل وقد تم الحصول على مجموعة واسعة من القياسات بشق الأنفس ومع تحسين مطرد قرار منذ 1960s من قبل العديد من فرق البحث باستخدام الصواريخ والأقمار الصناعية لاجتياز منطقة الشفق القطبي. وكانت النتائج الرئيسية التي أقواس الشفق القطبي وأشكال زاهية أخرى ترجع إلى الإلكترونات التي تم تسارع خلال النهائي قليل من 10,000 كم أو نحو ذلك من يغرق في الجو. وهذه الإلكترونات في كثير من الأحيان، ولكن ليس دائما، تظهر ذروة في توزيع الطاقة لديها، وتتماشى تفضيلي على طول اتجاه المحلي للمجال المغناطيسي. الإلكترونات التي هي المسؤولة أساسا عن الشفق انتشارا والنبض لديهم، في المقابل، توزيع الطاقة تراجع بشكل سلس، والزاوي (الملعب الزاوية) التوزيع لصالح الاتجاهات عموديا على المجال المغناطيسي المحلي. تم اكتشاف نبضات أن تنشأ عند أو بالقرب من معبر الاستوائية خطوط المجال المغناطيسي منطقة الشفق القطبي. وترتبط البروتونات أيضا مع الشفق، سواء منفصلة أو منتشرة.
الشفق والغلاف الجوي
الشفق تنتج عن الانبعاثات من الفوتونات في الغلاف الجوي العلوي للأرض، وفوق 80 كم (50 ميل) من ذرات النيتروجين المتأينة استعادة الإلكترون، وذرات الأكسجين وجزيئات النيتروجين استنادا عودته من الحالة المثارة إلى الأرض الدولة. والمتأينة وهي أو متحمس من قبل اصطدام الجسيمات عجلت في الغلاف الجوي. على حد سواء قد تصاب الإلكترونات والبروتونات واردة. تُفْقَد طاقة الإثارة داخل الغلاف الجوي عن طريق انبعاث فوتون، أو عن طريق الاصطدام مع ذرة أو جزيء آخر:
انبعاثات الأكسجين الأخضر أو البرتقالي والأحمر، وهذا يتوقف على مقدار الطاقة الممتصة.
انبعاثات النيتروجين الأزرق أو الأحمر. الأزرق إذا كانت ذرة تستعيد الإلكترون بعد أن تم المتأينة ذلك، أحمر إذا العائدين إلى أرض الدولة من حالة مثارة.
الأكسجين هو غير عادي من حيث عودتها إلى الحالة الأرضية: يمكن أن يستغرق ثلاثة أرباع ثانية لتنبعث منها الضوء الأخضر وتصل إلى دقيقتين لينبعث الأحمر. اصطدام مع الذرات أو الجزيئات الأخرى تمتص طاقة الإثارة ومنع الانبعاثات. لأن أعلى الغلاف الجوي يحتوي على نسبة أعلى من الأكسجين ويتم توزيع قليلة مثل هذه التصادمات نادرة بما فيه الكفاية لإتاحة الوقت للأكسجين إلى ينبعث الأحمر. اصطدام تصبح أكثر تواترا تتقدم باستمرار في الغلاف الجوي، بحيث انبعاثات الحمراء ليس لديهم الوقت ليحدث، وفي نهاية المطاف يتم منع حتى انبعاثات الضوء الأخضر. وهذا هو السبب في وجود فارق اللون مع الارتفاع. في يهيمن الحمراء عالية الأكسجين ارتفاعات، ثم الأكسجين والنيتروجين الأخضر الأزرق / أحمر، ثم أخيرا الأزرق النيتروجين / أحمر عندما منع الاصطدامات الأكسجين من انبعاث أي شيء. الأخضر هو اللون الأكثر شيوعا. ثم يأتي الوردي، وهي مزيج من الضوء الأخضر والأحمر، تليها الأحمر النقي، ثم الأصفر (مزيج من الأحمر والأخضر)، وأخيرا والأزرق النقي.
الشفق والأيونوسفير
وترتبط الشفق مشرق عموما مع تيارات Birkeland (Schield وآخرون، 1969؛. وZmuda ارمسترونغ 1973) التي تتدفق في الأيونوسفير على جانب واحد من القطب والخروج من جهة أخرى. في بين، وبعض من التيار يربط مباشرة من خلال طبقة E الغلاف الأيوني (125 كم)؛ بقية («منطقة 2») الطرق الالتفافية، وترك مرة أخرى من خلال خطوط المجال أقرب إلى خط الاستواء وإغلاق من خلال «حلقة جزئية الحالية» التي تحملها البلازما المحاصرين مغناطيسيا. الأيونوسفير هو موصل أومية، وحتى بعض نعتبر أن هذه التيارات تتطلب الجهد القيادة، والتي ل، حتى الآن غير محددة، وآلية دينامو يمكن أن العرض. تحقيقات الحقل الكهربائي في المدار فوق الغطاء القطبي تشير الفولتية من أجل من 40,000 فولت، وارتفاع يصل إلى أكثر من 200,000 فولت أثناء العواصف المغناطيسية الشديدة. في تفسير آخر التيارات هي نتيجة مباشرة لتسريع الإلكترونات في الغلاف الجوي عن طريق التفاعلات موجة / الجسيمات. المقاومة الغلاف الأيوني لديها طبيعة معقدة، ويؤدي إلى تدفق التيار قاعة الثانوية. في مفارقة غريبة من الفيزياء، واضطراب المغناطيسي على الأرض بسبب التيار الرئيسي يلغي تقريبا، وذلك هو أكثر من تأثير ملاحظ من الشفق المقرر أن تيار الثانوي، وelectrojet الشفقي. ويستمد مؤشر الشفقي electrojet (تقاس في نانوتسلا) بانتظام من البيانات الأرضية وبمثابة مقياس عام استنتاجها أن التيارات تدفقت في الاتجاهات بين الشرق والغرب على طول القوس الشفقي، وهذه التيارات، تتدفق من dayside نحو (تقريبا) كان اسمه منتصف الليل في وقت لاحق «electrojets الشفق القطبي»

## تفاعل الرياح الشمسية مع الأرض

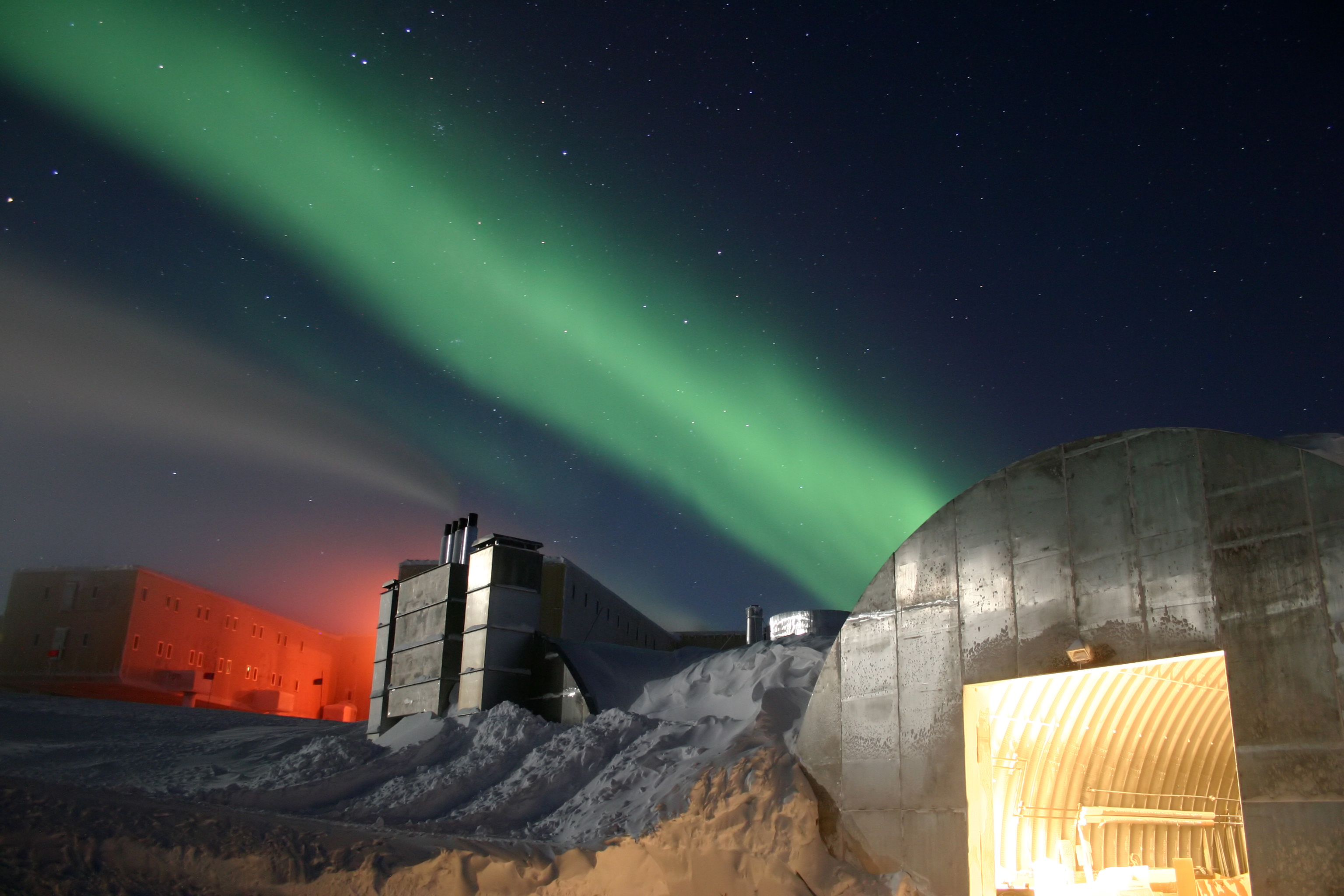
شفق قطبي في الجنوب عند محطة أمندسن سكوت في القارة القطبية الجنوبية.

يتم غمر الأرض باستمرار في الرياح الشمسية، وهو تدفق صاف من البلازما الساخنة (أ الغاز من الإلكترونات الحرة والأيونات الموجبة) المنبعثة من الشمس في كل الاتجاهات، نتيجة لدرجة الحرارة درجة يومين مليون من الطبقة الخارجية للشمس، الإكليل. الرياح الشمسية تصل الأرض مع سرعة عادة حوالي 400 كم / ث، كثافة حوالي 5 أيونات / CM3 وشدة المجال المغناطيسي حول 2-5 NT (nanoteslas، (للمقارنة، حقل سطح الأرض هو عادة 30,000-50,000 تسلا .) أثناء العواصف المغناطيسية، وعلى وجه الخصوص، التدفقات يمكن أن يكون عدة مرات أسرع، والمجال المغناطيسي بين الكواكب (IMF) قد يكون أيضا أقوى بكثير جوان فاينمان استنتاجها في 1970s أن المتوسطات على المدى الطويل من سرعة الرياح الشمسية ترتبط مع النشاط المغنطيسي الأرضي. نتج عملها من البيانات التي تم جمعها من قبل مستكشف 33 مركبة الفضاء والرياح الشمسية والغلاف المغناطيسي تتكون من البلازما (الغاز المتأين)، والتي موصلة للكهرباء. ومن المعروف جيدا (منذ العمل مايكل فاراداي حوالي 1830) أنه عندما يتم وضع الموصلات الكهربائية داخل مجال مغناطيسي بينما تحدث الحركة النسبية في اتجاه أن التخفيضات موصل عبر (أو يتم قطع من قبل)، بدلا من طول، وخطوط الحقل المغناطيسي للأرض، هو فعل تيار كهربائي داخل موصل، وقوة التيار تعتمد على معدل الحركة النسبية، قوة المجال المغناطيسي، تطويقهم عدد من الموصلات معا ود) المسافة بين الموصل والحقل المغناطيسي للأرض، في حين أن اتجاه تدفق يتوقف على اتجاه قريب الحركة. ديناموز الاستفادة من هذه العملية الأساسية («تأثير الدينامو»)، أي وجميع الموصلات، الصلبة أو تتأثر بذلك، بما في ذلك البلازما وسوائل أخرى. ينشأ صندوق النقد الدولي على الشمس، مرتبطة البقع الشمسية، وخطوط مجالها (خطوط القوة) يتم سحب بها الرياح الشمسية. وهذا وحده من شأنه أن خط لهم في اتجاه الشمس والأرض، ولكن دوران الشمس زوايا لهم في الأرض بنحو 45 درجة تشكيل حلزوني في الطائرة مسير الشمس)، والمعروفة باسم دوامة باركر. وبالتالي عادة ما تكون مرتبطة خطوط الحقل يمر الأرض إلى تلك القريبة من الحافة الغربية («الطرف») الشمس مرئية في أي وقت. والرياح الشمسية والغلاف المغنطيسي، ويجري اثنين من سوائل إجراء كهربائيا في الحركة النسبية، وينبغي أن يكون قادرة من حيث المبدأ على توليد تيارات كهربائية من خلال العمل دينامو ونقلها الطاقة من تدفق الرياح الشمسية. غير أن ما يعرقل هذه العملية من خلال حقيقة أن البلازما تجري بسهولة على طول خطوط الحقل المغناطيسي، ولكن أقل عمودي بسهولة لهم. يتم نقل الطاقة أكثر فعالية من خلال اتصال المغناطيسي مؤقت بين السطور مجال الرياح الشمسية وتلك التابعة للالمغنطيسي. مما لا يثير الدهشة هو معروف هذه العملية إعادة الربط المغنطيسي. كما سبق ذكره، فإنه يحدث الأكثر بسهولة عندما يتم توجيه مجال الكواكب جنوبا، في اتجاه مماثل إلى المجال المغنطيسي الأرضي في المناطق الداخلية من كل من القطب المغناطيسي الشمالي والقطب المغناطيسي الجنوبي.
التخطيطي المغنطيسي للأرض الشفق أصبحت أكثر تواترا وأكثر إشراقا خلال مرحلة مكثفة من الدورة الشمسية عندما تزيد الكتل الاكليلية شدة الرياح الشمسية.

## تأثير مغناطيسية الأرض
تأتي الرياح الشمسية المعبأة بجسيمات مشحونة من بروتونات وإلكترونات وغيرها وتنصب على المجال المغناطيسي للأرض الذي يشكل عقبة أمام التدفق، ويقوم بتحويل مساراتها على ارتفاع حوالي 70,000 كم (نصف قطر 11 الأرض أو إعادة). وتنتج صدمة قوسية بين الجسيمات المشحونة والغلاف الجوي الرقيق في طبقات الجو العليا. يتم تعبئة خط العرض المغنطيسي عالية مع البلازما مع مرور الرياح الشمسية الأرض. تدفق البلازما في الغلاف المغناطيسي يزيد مع الاضطرابات إضافية، والكثافة والسرعة في الرياح الشمسية. ويحظى هذا التدفق بواسطة مكون جنوبا لصندوق النقد الدولي والتي يمكن بعد الاتصال مباشرة إلى خطوط العرض العليا خطوط المجال المغنطيسي الأرضي. ونمط تدفق البلازما في الغلاف المغناطيسي هو أساسا من الكهرومغناطيسي نحو الأرض، وحول الأرض ومرة أخرى في الطاقة الشمسية الرياح من خلال المغناطيسي على الجانب اليوم. بالإضافة إلى التحرك عموديا على المجال المغناطيسي للأرض، ويسافر بعض البلازما في الغلاف المغناطيسي نزولا على طول خطوط الحقل المغناطيسي للأرض، ويكتسب طاقة إضافية ويفقد ذلك إلى الغلاف الجوي في المناطق الشفقي. على الشرفات من الغلاف المغناطيسي، وفصل خطوط المجال المغناطيسي الأرضي التي تغلق من خلال الأرض من تلك التي تغلق تسمح بعد كمية صغيرة من الرياح الشمسية لتصل إلى مباشرة الجزء العلوي من الغلاف الجوي، إنتاج توهج الشفقي. في 26 فبراير 2008، كانت THEMIS تحقيقات قادرة على تحديد، لأول مرة، الحدث اثار لبداية العواصف الثانوية المغنطيسي. اثنان من خمسة تحقيقات، وضع ما يقرب من ثلث المسافة إلى القمر، والأحداث يقاس مما يشير إلى الحدث المغناطيسي إعادة الاتصال 96 ثواني قبل تكثيف الشفقي. العواصف المغناطيسية الأرضية التي تشعل الشفق قد يحدث في كثير من الأحيان خلال الأشهر حول الاعتدالات. ليست مفهومة جيدا، ولكن قد تختلف العواصف المغناطيسية الأرضية مع مواسم الأرض. اثنين من العوامل في الاعتبار هي الميل كل من محور الطاقة الشمسية وعلى الأرض إلى طائرة مسير الشمس. كما تتحرك الأرض في مداره طوال العام سيكون تجربة المجال المغناطيسي بين الكواكب (IMF) من خطوط العرض المختلفة من الشمس، والذي يميل في 8 درجات. وبالمثل، فإن الميل 23 درجة من محور الأرض حول القطب المغناطيسي الأرضي التي تدور مع اختلاف نهاري، يتغير متوسط زاوية اليومية التي يعرض الحقل المغناطيسي الأرضي على الحادث صندوق النقد الدولي طوال العام. هذه العوامل مجتمعة يمكن أن تؤدي إلى التغيرات الدورية طفيفة في طريقة مفصلة أن صندوق النقد الدولي يربط اللامغناطيسي. وهذا بدوره يؤثر على متوسط احتمال فتح الباب من خلالها الطاقة من الرياح الشمسية يمكن أن تصل المغناطيسي الداخلي للأرض، وبالتالي تعزيز الشفق.

## تسريع الجسيمات
الإلكترونات المسؤولة عن ألمع أشكال الشفق تحتسب جيدا لمن تسارع في المجالات الكهربائية الديناميكية من الاضطراب البلازما التي واجهتها خلال هطول الأمطار من الغلاف المغناطيسي إلى الغلاف الجوي الشفقي. في المقابل، المجالات الكهربائية الساكنة غير قادرة على نقل الطاقة إلى الإلكترونات نظرا لطبيعتها المحافظة. والإلكترونات والأيونات التي تسبب توهج خافت من الشفق منتشر تظهر عدم الكشف عن تسارع أثناء هطول الأمطار. تقارب خطوط المجال المغناطيسي نحو الأرض التي تخلق «مرآة المغناطيسية» يتحول إلى الوراء الكثير من الإلكترونات المتدفقة نحو الانخفاض مع زيادة قوة المجال. ويتم إنتاج أشكال زاهية من الشفق عندما تسارع الانخفاض لا يزيد فقط من طاقة الإلكترونات عجل ولكن أيضا يقلل من زوايا الملعب الخاصة بهم (الزاوية بين سرعة الإلكترون وناقلات الحقل المغناطيسي المحلي). هذا يزيد كثيرا من معدل ترسب الطاقة في الغلاف الجوي، وبالتالي معدلات تأين، الإثارة ويترتب على ذلك انبعاث ضوء الشفقي. كما أنه يعزز التيار الكهربائي. ويستند واحد النظرية الأولى المقترحة لتسريع الإلكترونات الشفق القطبي على ثابت، أو شبه ثابت، الحقل الكهربائي يفترض ويترتب-أحادي الاتجاه انخفاض محتمل. ومنشؤها التجمع تهمة وما يرتبط بها من متساو-إمكانات وغير محددة حتى الفار . ومع ذلك، معادلة بواسون تشير إلى أن يمكن أن يكون هناك أي تكوين من تهمة مما أدى إلى انخفاض صافي المحتملين. هذه الحقيقة يحظر مفهوم انخفاض محتمل أحادي الاتجاه. وبالتالي فإن نظرية الحقل الكهربائي المقترحة لتسريع الجسيمات الشفقي هي موضع شك كبير لأنه يبدو أن تنتهك مبدأ أساسي من مبادئ الفيزياء. ويستند نظرية أكثر مصداقية على التسارع من قبل لانداو صدى في المجالات الكهربائية المضطربة في المنطقة التسارع. هذه العملية هي في الأساس نفسه الذي يعمل في مختبرات الانصهار البلازما في جميع أنحاء العالم، ويبدو قادرة أيضا على حساب من حيث المبدأ بالنسبة لمعظم - إن لم يكن كل - خصائص مفصلة من الإلكترونات المسؤولة عن ألمع أشكال الشفق أعلاه، أدناه وداخل المنطقة التسارع.
كما اُقْتُرِحَت آليات أخرى، على وجه الخصوص، موجات Alfvén، وسائط موجة تنطوي على المجال المغناطيسي لوحظ لأول مرة من قبل هانز ألففين (1942)، والتي لوحظت في المختبر وفي الفضاء. والسؤال هو ما إذا كانت هذه الموجات قد تكون مجرد وسيلة مختلفة للنظر في العملية المذكورة أعلاه، ولكن، لأن هذا النهج لا يشيرون إلى مصدر طاقة مختلفة، ويمكن أيضا أن يوصف العديد من الظواهر الأكبر البلازما من حيث موجات Alfvén.
وتشارك أيضا في عمليات أخرى الشفق، ويبقى الكثير مما يمكن تعلمه. وكثيرا ما يبدو الإلكترونات الشفق القطبي التي أنشأتها العواصف المغناطيسية الأرضية الكبيرة لديها طاقات أقل من 1 كيلو، ويتم إيقاف مستوى أعلى، قرب 200 كم. هذه الطاقات المنخفضة تثير أساسا الخط الأحمر من الأكسجين، بحيث غالبا هذه هي الشفق الأحمر. من ناحية أخرى، الأيونات الموجبة أيضا الوصول إلى الأيونوسفير في مثل هذا الوقت، مع الطاقات من 20-30 كيلو، مما يشير إلى أنها قد تكون «تجاوز» على طول خطوط الحقل المغناطيسي للوفيرة أيونات «عصابة تيار» تسارع في مثل هذه الأوقات، من خلال العمليات تختلف عن تلك المذكورة أعلاه. كما يبدو أن تسارع بعض أيونات O + («هندسة المخروطيات») بطرق مختلفة عن طريق عمليات البلازما المرتبطة الشفق. وتسارعت هذه الأيونات بواسطة موجات البلازما في اتجاهات متعامدة أساسا إلى خطوط المجال. ولذا فإنها تبدأ في اجتماعهم «نقاط المرآة» ويمكن السفر إلى أعلى فقط. وعندما يقومون بذلك، و «تأثير المرآة» يحول توجهاتها للحركة، من عمودي على خط ميدانية لمخروط من حوله، والذي يضيق تدريجيا، وأصبحت على نحو متزايد موازية على مسافات كبيرة حيث الحقل أضعف من ذلك بكثير.

## أحداث الشفق القطبي من أهمية تاريخية

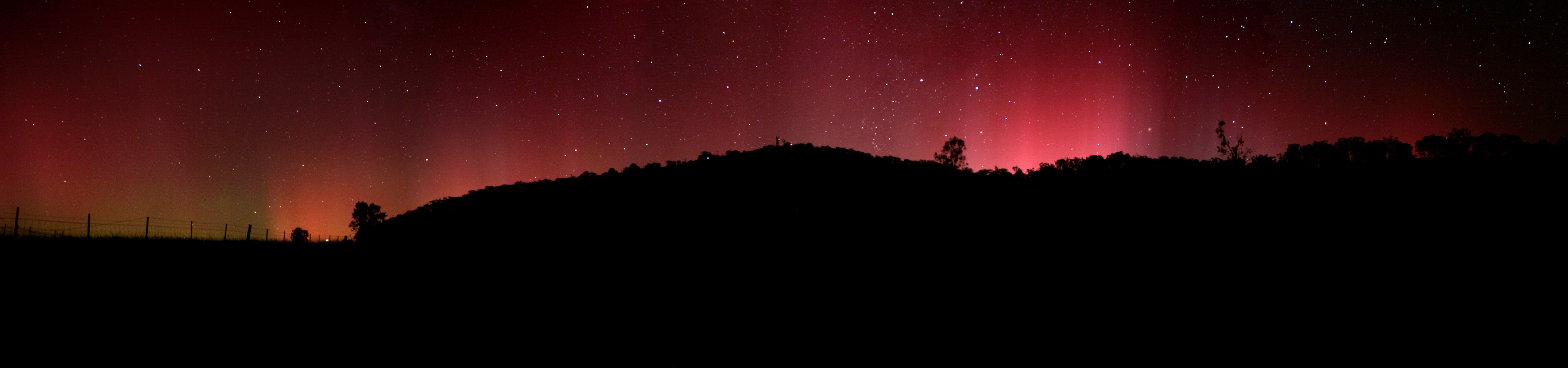
شفق قطبي فوق أستراليا.

ويعتقد أن الشفق الذي نتج عن «عاصفة مغنطيسية أرضية كبيرة» على حد سواء 28 أغسطس، و 2 سبتمبر 1859 ليكون الأكثر إثارة في التاريخ المسجل مؤخرا. في ورقة إلى الجمعية الملكية في 21 تشرين الثاني عام 1861، وصفت بلفور ستيوارت كلا الحدثين الشفق القطبي كما هو موثق من قبل magnetograph الذاتي تسجيل في مرصد كيو وتأسيس اتصال بين العاصفة الشفق القطبي 2 سبتمبر 1859 واندلاع حدث كارينغتون-هودجسون عندما لاحظ أن: «إنه ليس من المستحيل أن نفترض أنه في هذه الحالة تم أخذ جرم سماوي لدينا في هذا القانون». [44] هذا الحدث الشفقي الثاني، التي وقعت في 2 سبتمبر 1859 نتيجة لالمكثفة بشكل استثنائي كارينغتون-هودجسون ضوء الشمسية البيضاء مضيئة في 1 أيلول 1859، أنتجت الشفق، على نطاق واسع جدا ومشرق للغاية، وأنهم شوهدوا وذكرت في القياسات العلمية المنشورة، وسجلات السفينة، والصحف في جميع أنحاء الولايات المتحدة وأوروبا واليابان، وأستراليا. وأفيد من قبل صحيفة نيويورك تايمز أنه في بوسطن يوم الجمعة 2 سبتمبر 1859 الشفق كان «رائعة جدا أنه في حوالي 1:00 الطباعة العادية يمكن قراءة بواسطة النور». الساعة [45] واحد EST الوقت يوم الجمعة سيكون 2 سبتمبر كانت، الساعة 6:00 بتوقيت جرينتش وmagnetograph الذاتي تسجيل في مرصد كيو تم تسجيل العاصفة المغنطيسية الأرضية، التي كانت آنذاك ساعة واحدة من العمر، في شدته الكاملة. الفترة من 1859 و 1862، نشرت الياس وميس سلسلة من تسع ورقات على معرض الشفقي العظمى عام 1859 في المجلة الأمريكية للعلوم حيث جمعت تقارير على نطاق العالم لهذا الحدث الشفقي.
ويعتقد أن الشفق قد تم إنتاجها من قبل واحدة من أشد الكتل الاكليلية في التاريخ. ومن الملاحظ أيضا لحقيقة أن هذه هي المرة الأولى التي ظواهر النشاط الشفقي والكهرباء كانت مرتبطة بشكل لا لبس فيه. وقدم هذه الرؤية من الممكن ليس فقط بسبب القياسات المغنطيسية العلمية للعصر، ولكن أيضا نتيجة لجزء كبير من 125,000 ميل (201,000 كم) من خطوط التلغراف ثم في الخدمة التي تعطلت كثيرًا لعدة ساعات طوال العاصفة. بعض خطوط التلغراف، ومع ذلك، يبدو أنه كان من طول والتوجه لإنتاج تيار كاف يسببها geomagnetically من الحقل الكهرومغناطيسي للسماح لاستمرار التواصل مع إمدادات الطاقة المشغل التلغراف المناسب مغلقا.

## النظريات التاريخية والخرافات والأساطير
وذكر التحكم المغناطيسي للشفق التي كتبها اليونانية القديمة المستكشف / جغرافي بيثياس، Hiorter، ووصف مئوية في 1741 دليل على أن التقلبات المغناطيسية كبيرة وقعت عندما لوحظ الشفق في سماء المنطقة. وكان أيضا في وقت لاحق أدركت أن التيارات الكهربائية الكبيرة كانت مرتبطة مع الشفق، التي تتدفق في المنطقة حيث ضوء الشفقي نشأت. ظهرت الخرافات متعددة والنظريات التي عفا عليها الزمن، موضحا الشفق على مر القرون.
- سينيكا يتحدث منتشرة على الشفق في أول كتاب له NATURALES Quaestiones، بالاعتماد أساسا من أرسطو. انه يصنف لهم "putei" أو الآبار عندما تكون دائرية و «المطلة حفرة كبيرة في السماء»، "pithaei" عندما تبدو وكأنها براميل، "chasmata" من نفس الجذر من الهوة الإنجليزية، "pogoniae" عندما يكونون ملتح، "cyparissae" عندما تبدو وكأنها أشجار السرو)، ويصف ألوانها المتعددة ويسأل نفسه ما إذا كانت فوق أو تحت الغيوم. ويتذكر أنه في ظل طبريا، والشفق شكلت فوق أوستيا، قويا لدرجة والأحمر بحيث فوج من الجيش المتمركزة في مكان قريب لواجب رجل اطفاء، مجري إلى المدينة.
- كتب والتر وليام براينت في كتابه كبلر (1920) أن تايكو براهي "يبدو أنه قد تم شيء من homœopathist، لأنه يوصي الكبريت لعلاج الأمراض المعدية" الناجمة عن الأبخرة كبريتية من الشفق القطبي ".
- نظرية بنيامين فرانكلين أن «سر الشفق القطبي الشمالي» كان سببه تركيز الشحنات الكهربائية في المناطق القطبية تكثيف بسبب الثلوج والرطوبة الأخرى.

وقد كان للأضواء الشمالية عددا من الأسماء على مر التاريخ. ودعا كري ظاهرة في «رقصة الأرواح». في أوروبا في العصور الوسطى، كانت الشفق يعتقد عادة أن يكون علامة من الله.
هناك مطالبة من 1855 أنه في الميثولوجيا الإسكندنافية:
وValkyrior هي العذارى الحربية، التي شنت على الخيل والمسلحة مع خوذات والرماح. /.../ عندما تركب عليها في مأمورية، ودروعهم يسلط الضوء الخفقان غريب، والتي ومضات على مدى سماء شمال، مما يجعل ما يسميه رجال «الشفق القطبي»، أو «الأضواء الشمالية».
في حين أن فكرة ضرب، وليس هناك هيئة الهائل من الأدلة في الأدب نورس قديم إعطاء هذا التفسير، أو حتى الكثير من إشارة إلى الشفق. على الرغم من أن النشاط الشفقي هو شائع على الدول الإسكندنافية وأيسلندا اليوم، فمن الممكن أن القطب الشمالي المغناطيسي كان إلى حد كبير بعيدا عن هذه المنطقة خلال الفترة المعنية من الميثولوجيا الإسكندنافية.
عُثِر على أول حساب نورس قديم من norðrljós في وقائع النرويجي Konungs Skuggsjá من 1230. م وقد استمع المرضية عن هذه الظاهرة من المواطنين العائدين من غرينلاند، وقال انه يعطي ثلاثة تفسيرات محتملة: أن المحيط كان محاطا حرائق واسعة، أن مشاعل الشمس يمكن أن يصل إلى جميع أنحاء العالم إلى جانب لياليها، أو أن الأنهار الجليدية يمكن تخزين الطاقة بحيث أصبحت في نهاية المطاف الفلورسنت.
في الأساطير الرومانية القديمة، أورورا هي إلهة الفجر، تجديد نفسها كل صباح لتطير عبر السماء، معلنا وصول أشعة الشمس. وقد أدرجت شخصية من أورورا إلهة في كتابات شكسبير لورد تينيسون، وثورو.
في تقاليد السكان الأصليين الأستراليين، يرتبط AUSTRALIS أورورا عادة بالنار. على سبيل المثال، والناس Gunditjmara في غرب فيكتوريا يسمى الشفق "Puae buae"، بمعنى "رماد"، في حين أن الناس Gunai في شرق فيكتوريا ينظر الشفق كما حرائق الغابات في عالم الروح. عندما قال الشعب Dieri جنوب أستراليا أن العرض الشفقي كان "Kootchee"، وهي روح الشر خلق حريق كبير. وبالمثل، فإن الناس Ngarrindjeri جنوب أستراليا وأشار إلى الشفق ينظر على جزيرة كانغارو (جزيرة الكنغر) مثل نيران من الأرواح في 'أرض الموتى ". السكان الأصليين في جنوب غرب ولاية كوينزلاند يعتقد أن الشفق أن تكون نيران "أولاء Pikka"، والأرواح شبحي الذي تحدث إلى الناس من خلال الشفق. نهى عن القانون المقدس أي شخص باستثناء كبار السن من الذكور من مشاهدة أو تفسير الرسائل الأجداد انهم يعتقدون ان تنتقل عن طريق الشفق.
بعد معركة فريدريكسبيرغ، يمكن رؤية الأضواء من ساحة المعركة في تلك الليلة. وأحاط جيش الكونفدرالية أنها علامة على أن الله كان على جانبهم أثناء المعركة كما كان من النادر جدا أن واحدا يمكن أن نرى أضواء في ولاية فرجينيا. يتم تفسير على نطاق واسع اللوحة أورورا بورياليس (انظر أورورا بورياليس) (1865) للرسام المشهد الأميركي فريدريك إدوين الكنيسة لتمثيل الصراع من الحرب الأهلية الأمريكية.

## شفق الكواكب

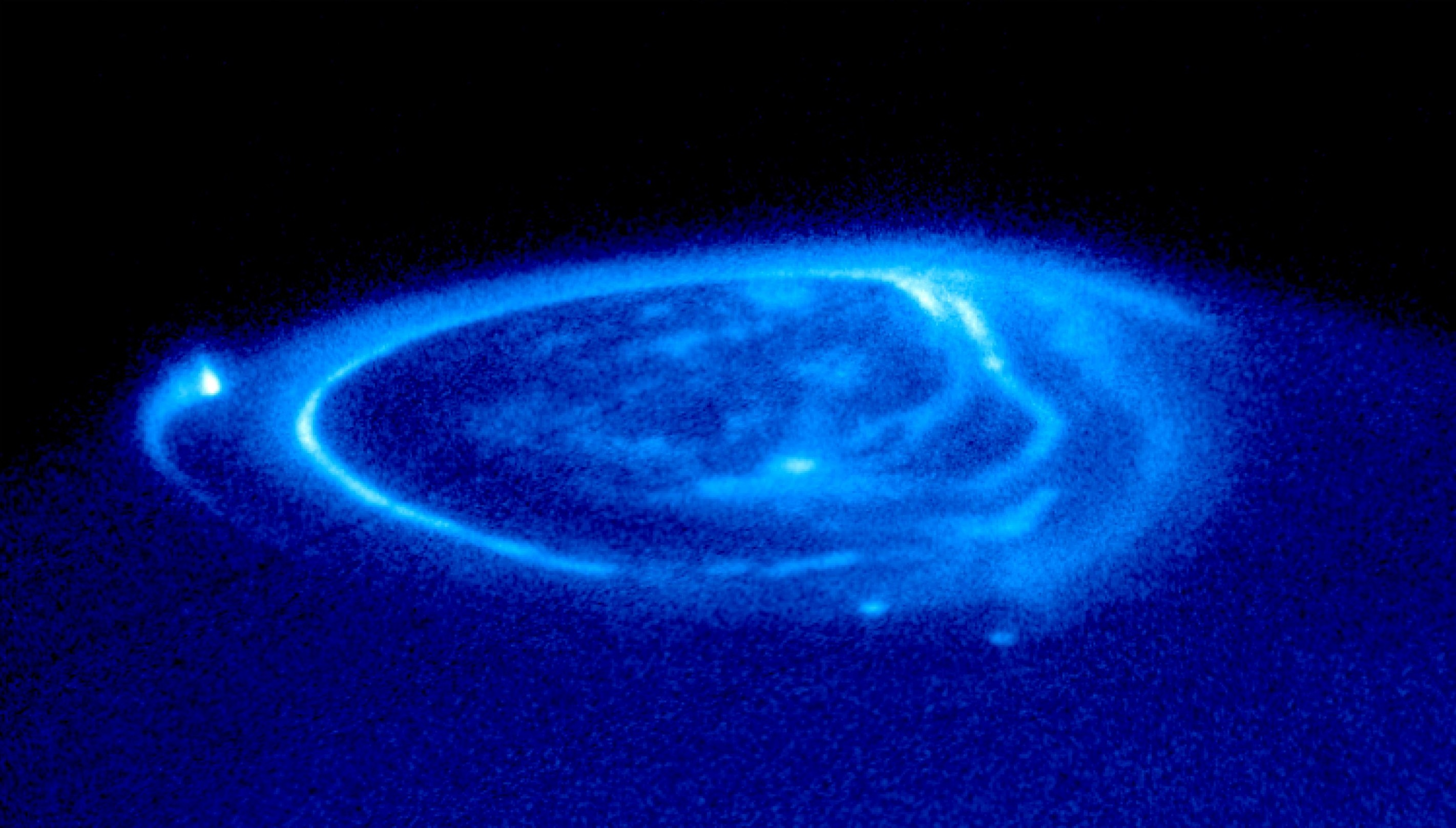
شفق قطبي على كوكب المشتري.

كل من المشتري وزحل لهما مجالات مغناطيسية أقوى بكثير من الأرض (قوة المجال الاستوائية المشتري 4.3 جاوس مقارنة ب 0.3 غجاوس للأرض)، وكلاهما تسقط فيه أحزمة الإشعاع واسعة النطاق. وقد لوحظ الشفق عليهما أكثر وضوحا بواسطة تلسكوب هابل الفضائي. كما لوحظ حدوث الشفق على أورانوس ونبتون.
ويبدو الشفق القطبي على عمالقة الغاز من الكواكب الكبيرة مثلما تبدو على الأرض، والسبب هو انصباب جسيمات سريعة تأتي مع الريح الشمسية متتبعة خطوط المجال المغناطيسي وتنصب هناك وتدخل جو الأرض. تصتدم الجسيمات الريعة بذرات هواء الأرض وتحثها على إصدار تلك الأضواء. كما يحدث ذلك مع جو المشتري والكواكب الأخرى التي تتميز بمجال مغناطيسي قوي لها. التي لديها البراكين النشطة والأيونوسفير، هو مصدر قوي خصوصًا، وكذلك توليد تياراته انبعاثات الراديو، ودرس منذ عام 1955. الشفق أيضا لوحظ على أسطح أيو، أوروبا، وجانيميد، وذلك باستخدام تلسكوب هابل الفضائي. كما لوحظت هذه الشفق على كوكب الزهرة والمريخ. لأن الزهرة لا يوجد لديه جوهري (الكواكب) المجال المغناطيسي، الشفق في كوكب الزهرة تظهر فيه بقع مشرقة ومنتشرة في أشكل متفاوتة وشدة، وزعت في بعض الأحيان عبر القرص الكوكبي الكامل. يتم إنتاج الشفق الزهرة بسبب تأثير الإلكترونات القادمة من الرياح الشمسية وعجل في الغلاف الجوي من جانب الليل. تم الكشف عن الشفق أيضا على سطح المريخ، في 14 أغسطس 2004، في الصك SPICAM على متن مارس اكسبريس. ويقع الشفق في تيرا Cimmeria، في المنطقة من 177 درجة شرقا، 52 ° الجنوبية. وكان الحجم الإجمالي للمنطقة انبعاث حوالي 30 كيلومترا عبر، وربما حوالي 8 كم عالية. من خلال تحليل خريطة الشذوذ المغناطيسي القشرة الأرضية جمعها مع بيانات من مساح المريخ العالمي، لاحظ العلماء أن هذه المنطقة من انبعاثات يتفق مع منطقة حيث يكون موضعيًا أقوى مجال مغناطيسي. هذه العلاقة إلى أن أصل انبعاث الضوء كان تدفق الإلكترونات تتحرك على طول الخطوط المغناطيسية القشرة ومثيرة الغلاف الجوي العلوي للمريخ.
اختلفت تفاسير كل شعب على حدة مِمَن عايشوا الشفق القطبي، ومعظمهم حاكوا على مر العصور أساطير وخرافات كثيرة متعلقة بحقيقته الساحِرة.

### الأسكيمو
من الشعوب التي حاكت الأساطير حول هذه الظاهرة الطبيعية شعب الأسكيمو
واعتقد الأسكيمو أن الشفق ما هو إلا كائن حي فضولي. «إذا ما تحدثت بصوت خافت، سوف تقترب لتحاول إشباع فضولها.»

## الرومان
أما بالنسبة للرومان، فالأورورا (الشفق القطبي) هي آلهة الفجر وهي أخت القمر، والذي يُعد عندهم آلهة أخرى.
وتقول الأسطورة الرومانية أن هذه الآلهة (أورورا) تقطع السماء في عربتها وقبيل الفجر يسبقها ابنها - نسيم الصباح - معلنة قدوم عربة أبولو - إله الموسيقى والنور والفطنة - حاملة شمس اليوم الجديد.

## صور

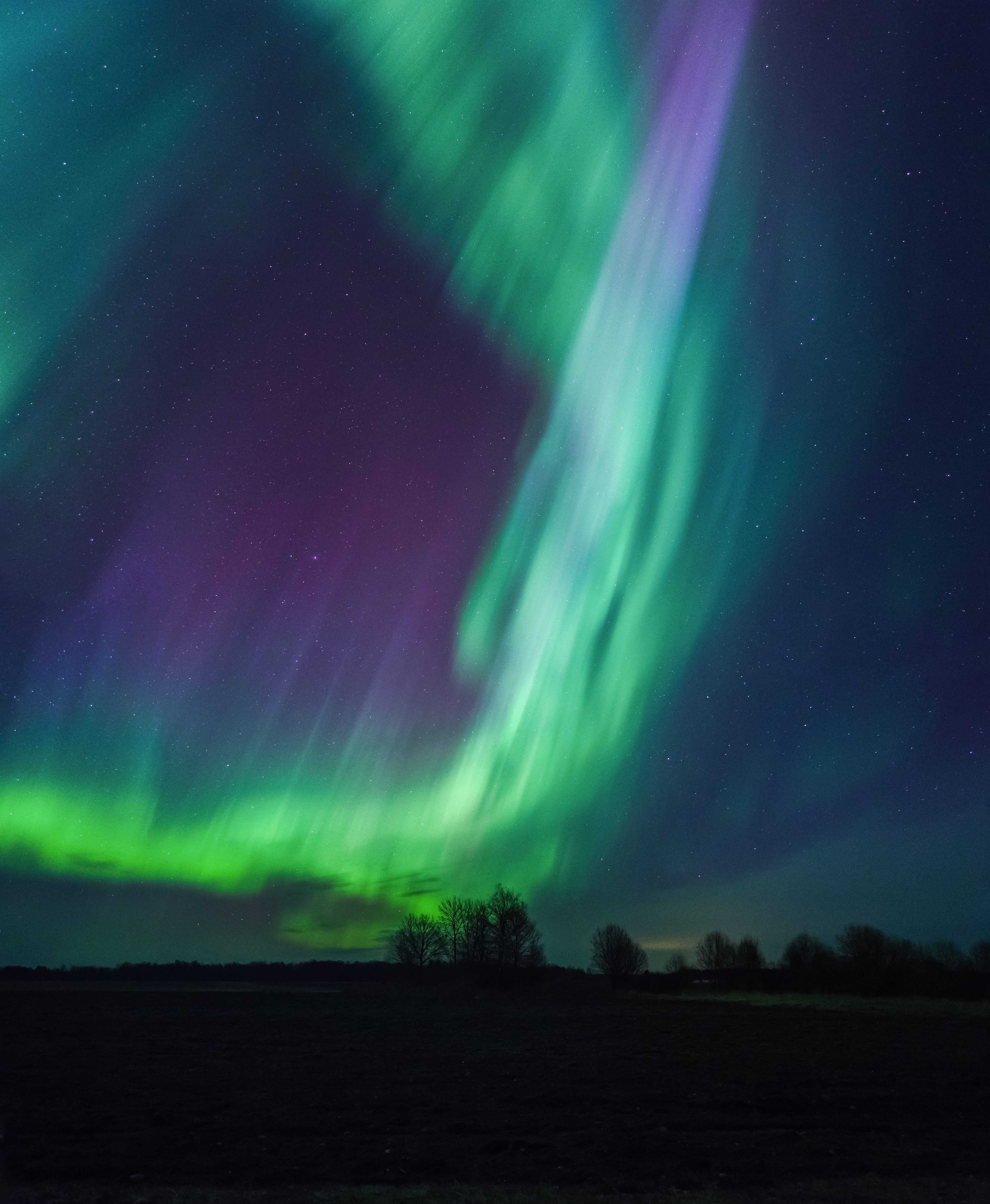
إستونيا 18.03.2015
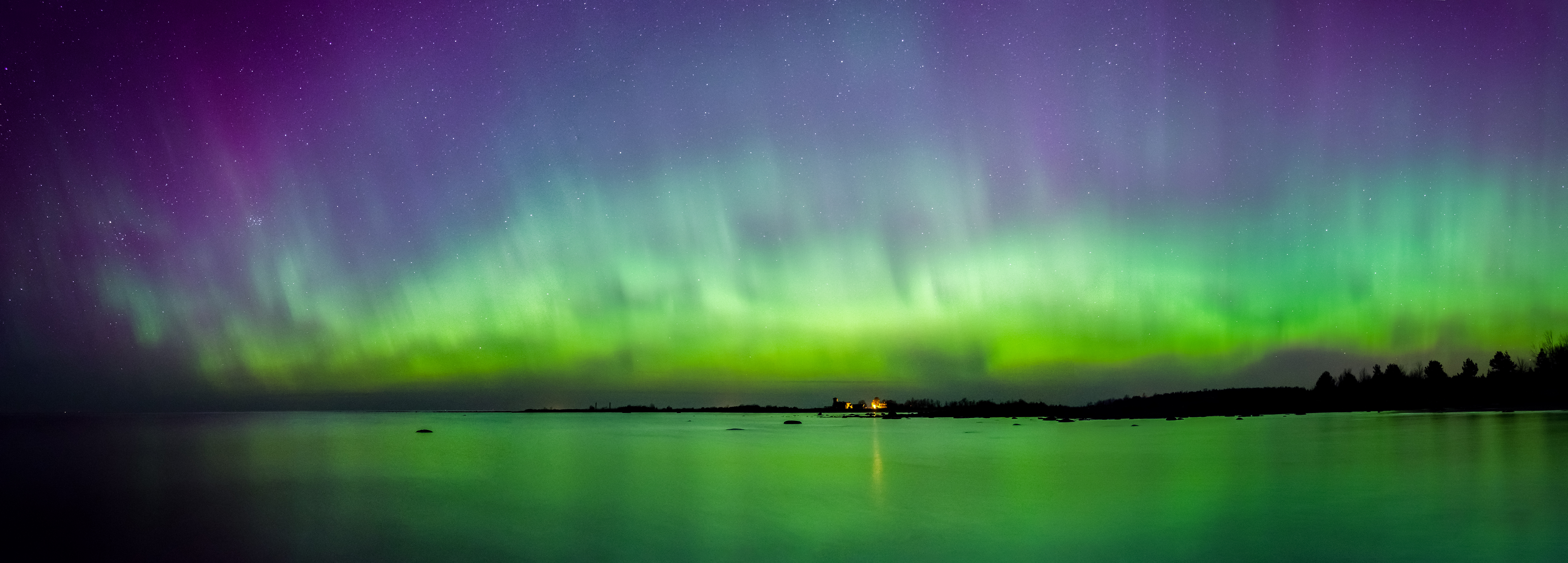
إستونيا 17.03.2015
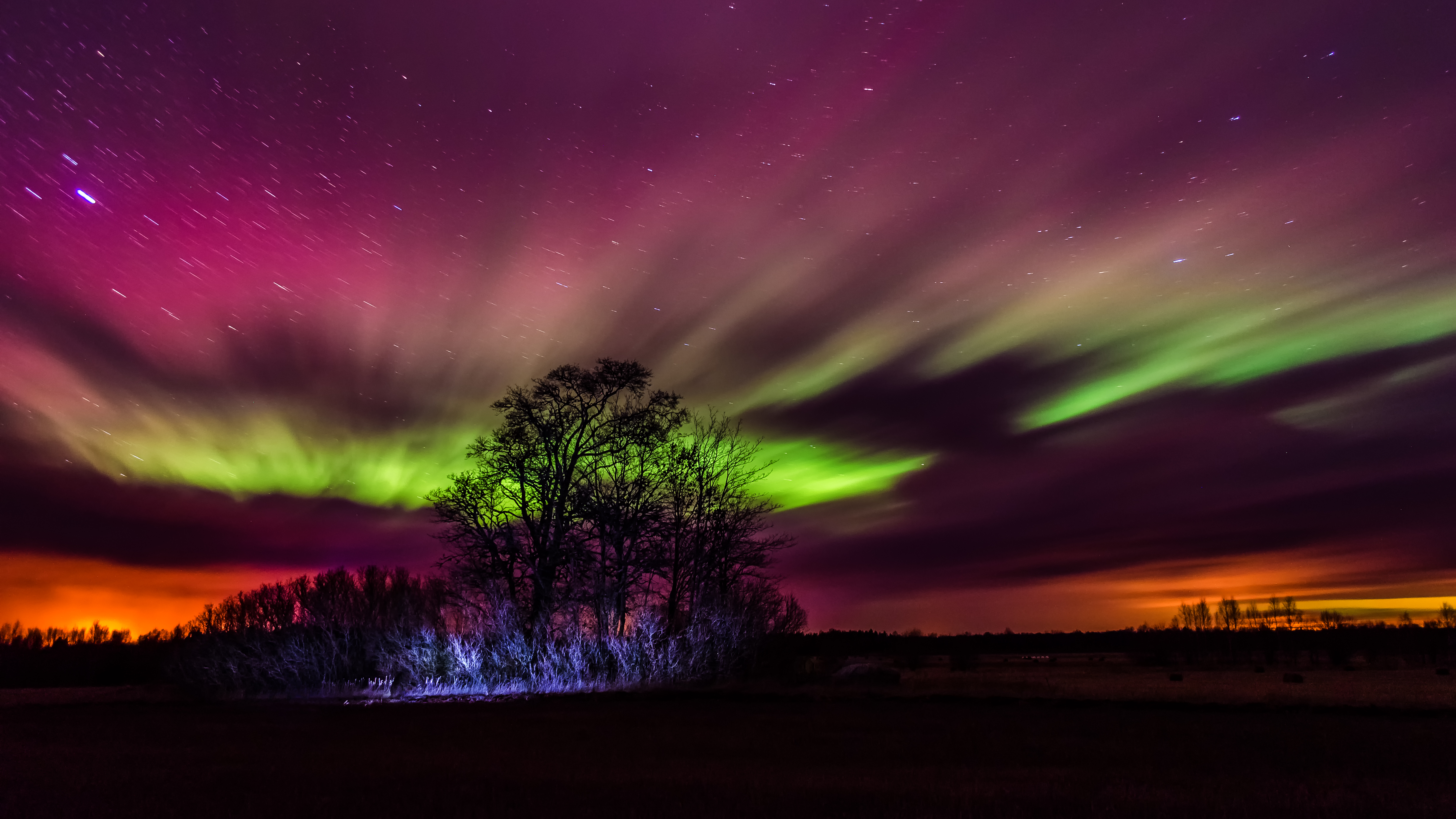
إستونيا 14.12.2015
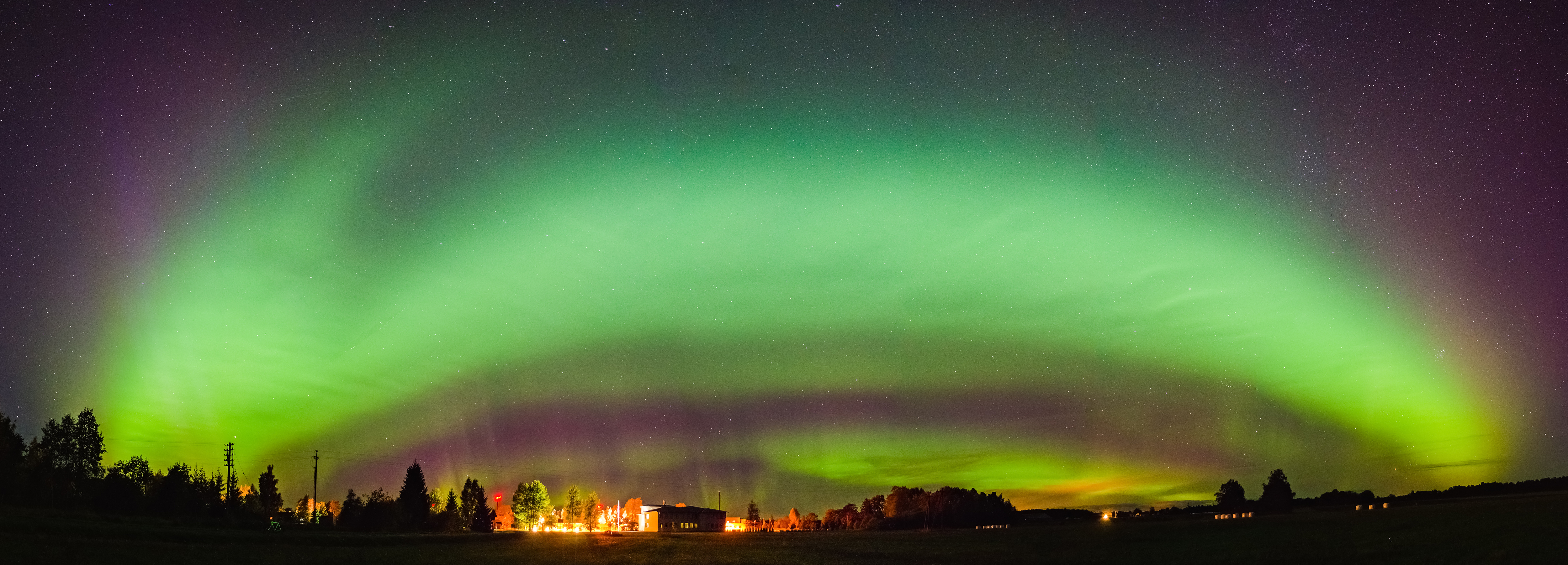
إستونيا 07.10.2015
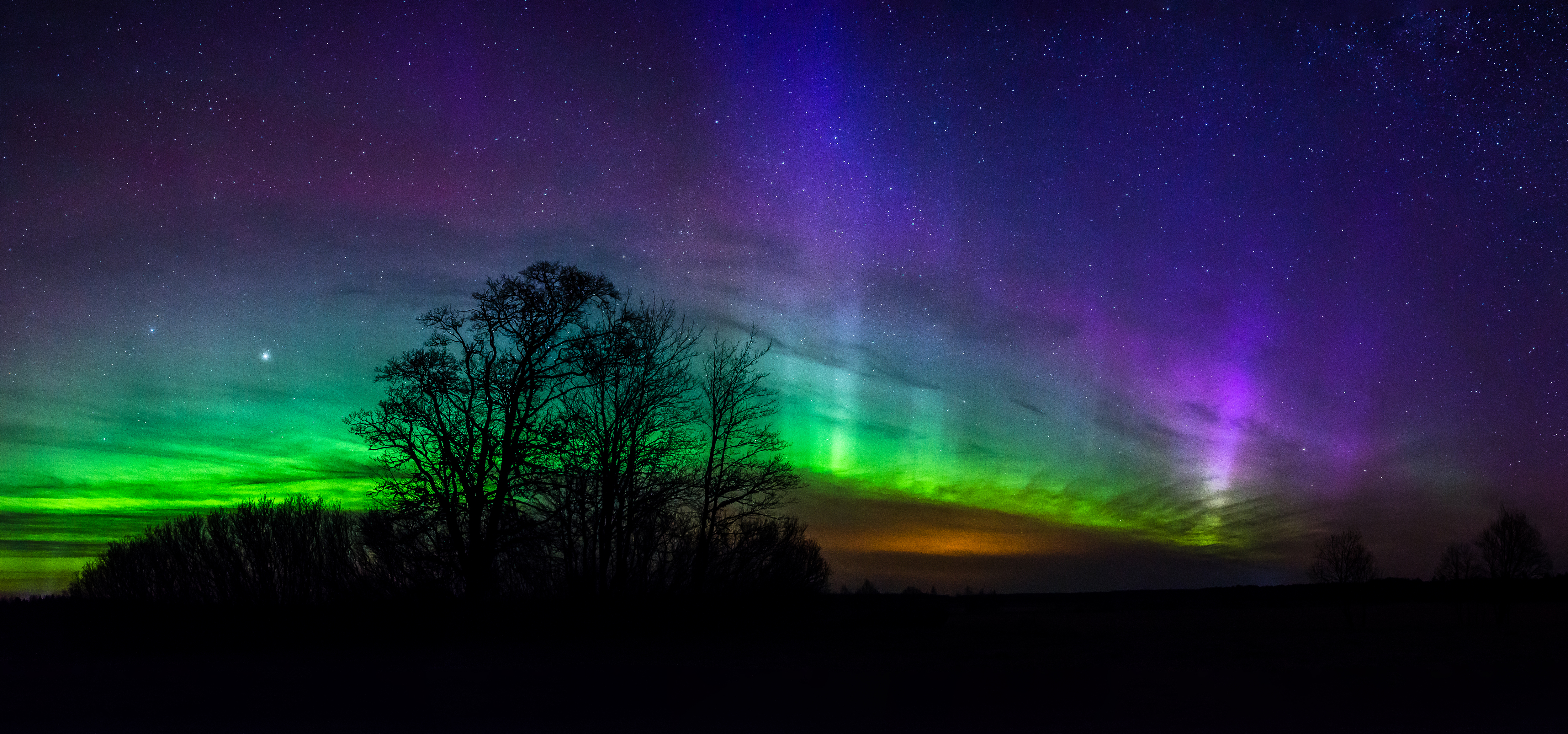
إستونيا 18.03.2015
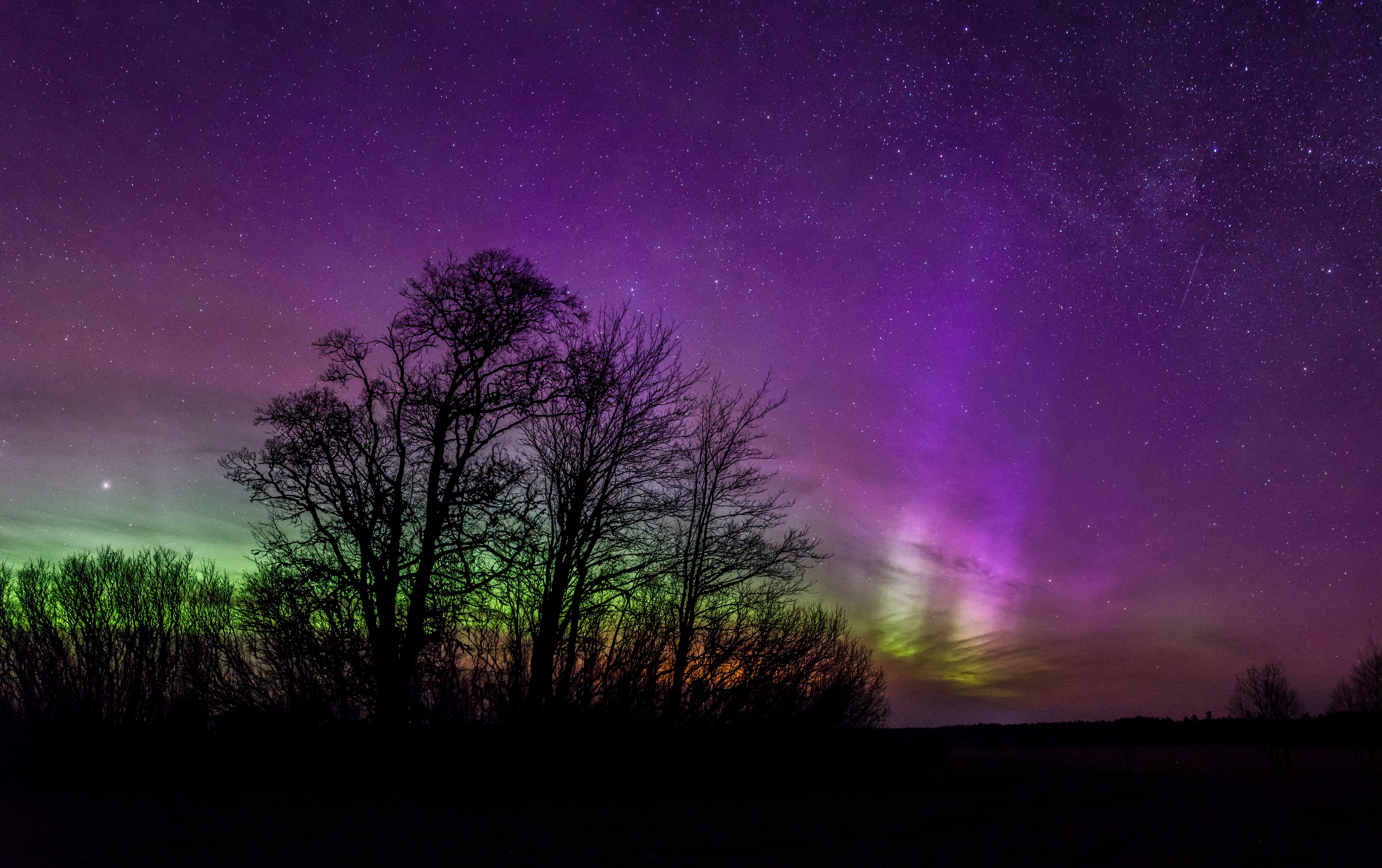
إستونيا 18.03.2015
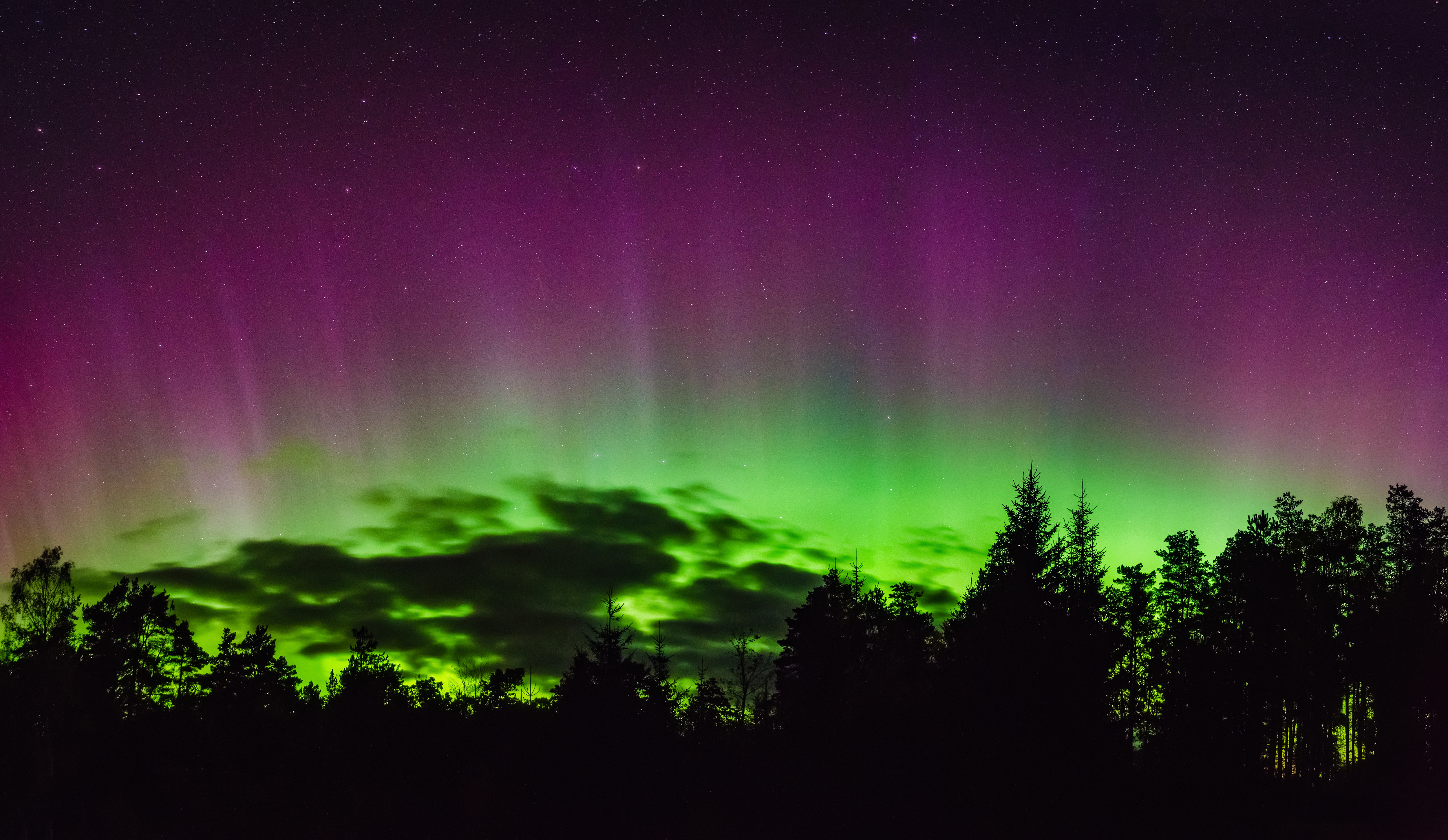
إستونيا 07.10.2015
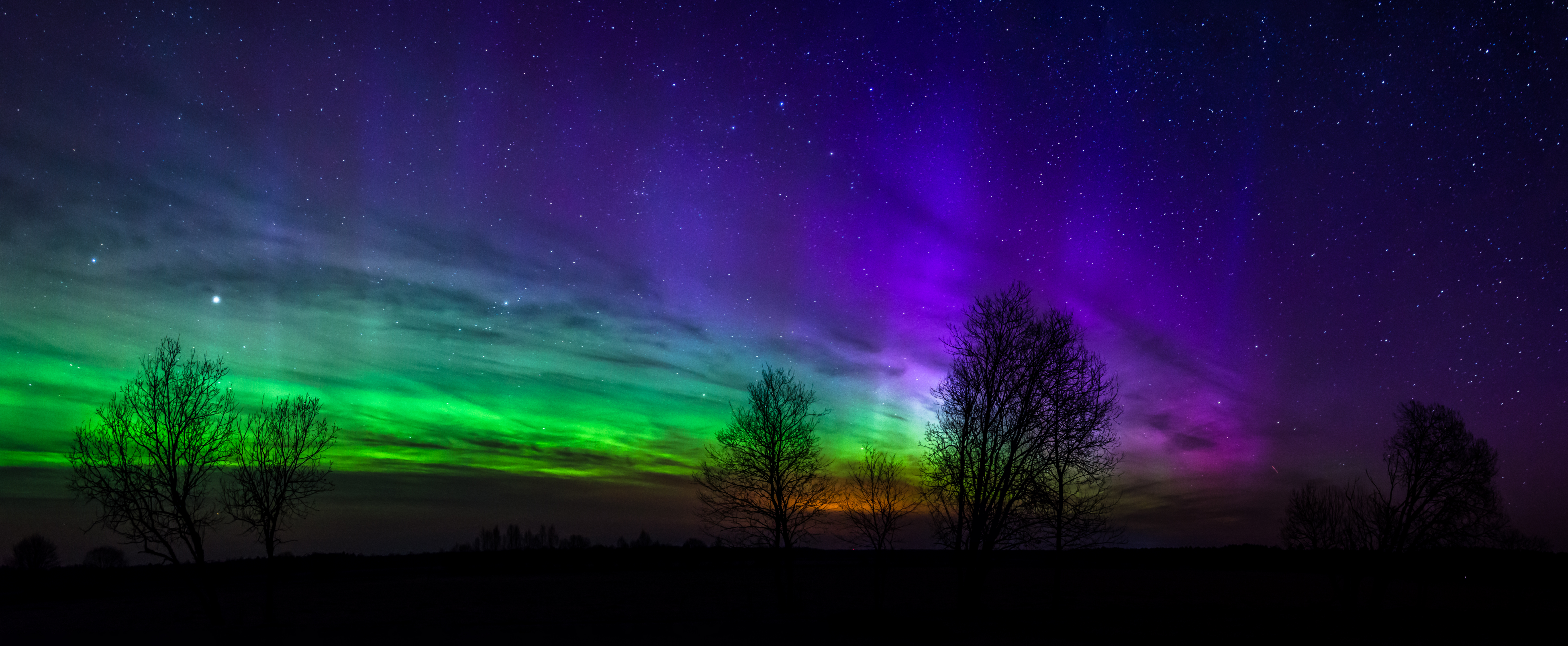
إستونيا 18.03.2015

## اقرأ أيضًا
- لفظ كتلي إكليلي
- الكورونا